# La Folie des grandeurs
Pour l'album des musiques du film, voir Bande originale de La Folie des grandeurs.
Pour plus de détails, voir Fiche technique et Distribution.
La Folie des grandeurs est un film franco-hispano-italo-allemand réalisé par Gérard Oury, sorti en 1971.
Très librement adapté de Ruy Blas de Victor Hugo, le film raconte, dans l'Espagne du XVIIe siècle, les mésaventures de l'ignoble Don Salluste, cupide et hypocrite ministre des Finances du roi d'Espagne, déchu et chassé de la cour par la reine. Ivre de vengeance, et prêt à tout pour retrouver ses fonctions et sa richesse, il manipule son ancien valet Blaze, transi d'amour pour la souveraine, afin de compromettre cette dernière.
L'idée d'adapter ce drame romantique en film comique vient à Gérard Oury en 1960, lorsqu'il joue la pièce de théâtre à la Comédie-Française. Le grand succès de ses films Le Corniaud en 1965 et La Grande Vadrouille en 1966 permet à son idée de voir le jour. Bourvil et Louis de Funès, têtes d'affiche des deux films, sont prévus dans les rôles de Blaze et de don Salluste. Après la mort de Bourvil d'un cancer en septembre 1970, et sur suggestion de Simone Signoret, Oury distribue le rôle de Blaze à Yves Montand.
Bénéficiant d'un important budget de 18 millions de francs, cette « superproduction » européenne est tournée en Espagne et en France, notamment dans le somptueux palais de l'Alhambra de Grenade. La musique du film est composée par le chanteur pop Michel Polnareff. Conçus par Georges Wakhévitch et Jacques Fonteray, les décors et costumes s'inspirent de l'œuvre du peintre Diego Vélasquez.
Sorti en décembre 1971, La Folie des grandeurs attire plus de 5 millions de spectateurs, un résultat très honorable mais bien inférieur à ceux du Corniaud et de La Grande Vadrouille, décevant pour les producteurs. Il se classe ainsi à la 4e place du box-office français de l'année, loin derrière Les Aristochats.
Bénéficiant avec les années de nombreuses diffusions à la télévision, le film est devenu culte en France. La Folie des grandeurs demeure ainsi célèbre pour ses répliques, avec des scènes comme le réveil de don Salluste par Blaze (et les rimes en « or ») ou le striptease d'Alice Sapritch.

## Synopsis

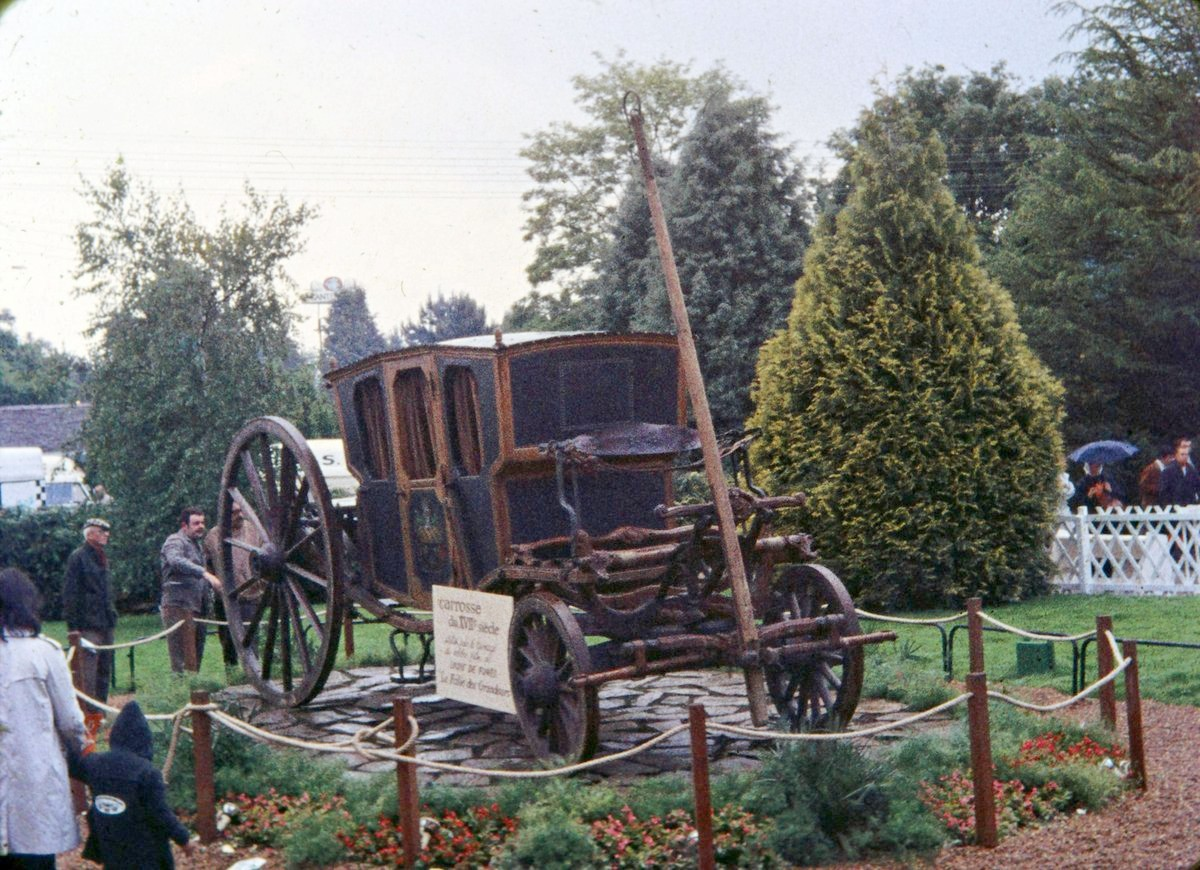
Le carrosse du film, exposé aux abords du circuit de Charade, lors de l'édition 1972 du Grand Prix automobile de France de Formule 1.

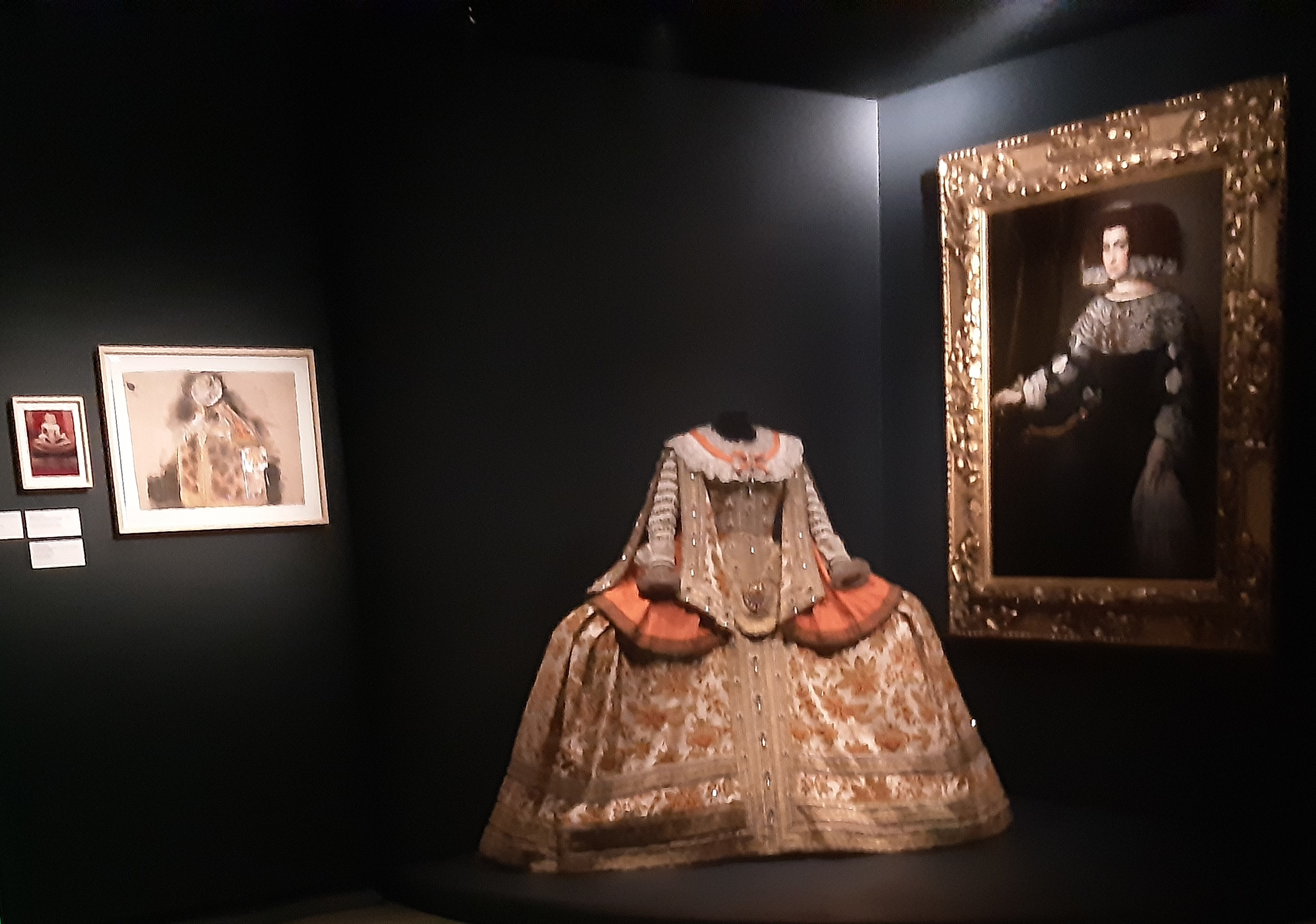
La robe de la reine d'Espagne, créée par Jacques Fonteray, lors de l'exposition sur Louis de Funès à la Cinémathèque, en 2020.

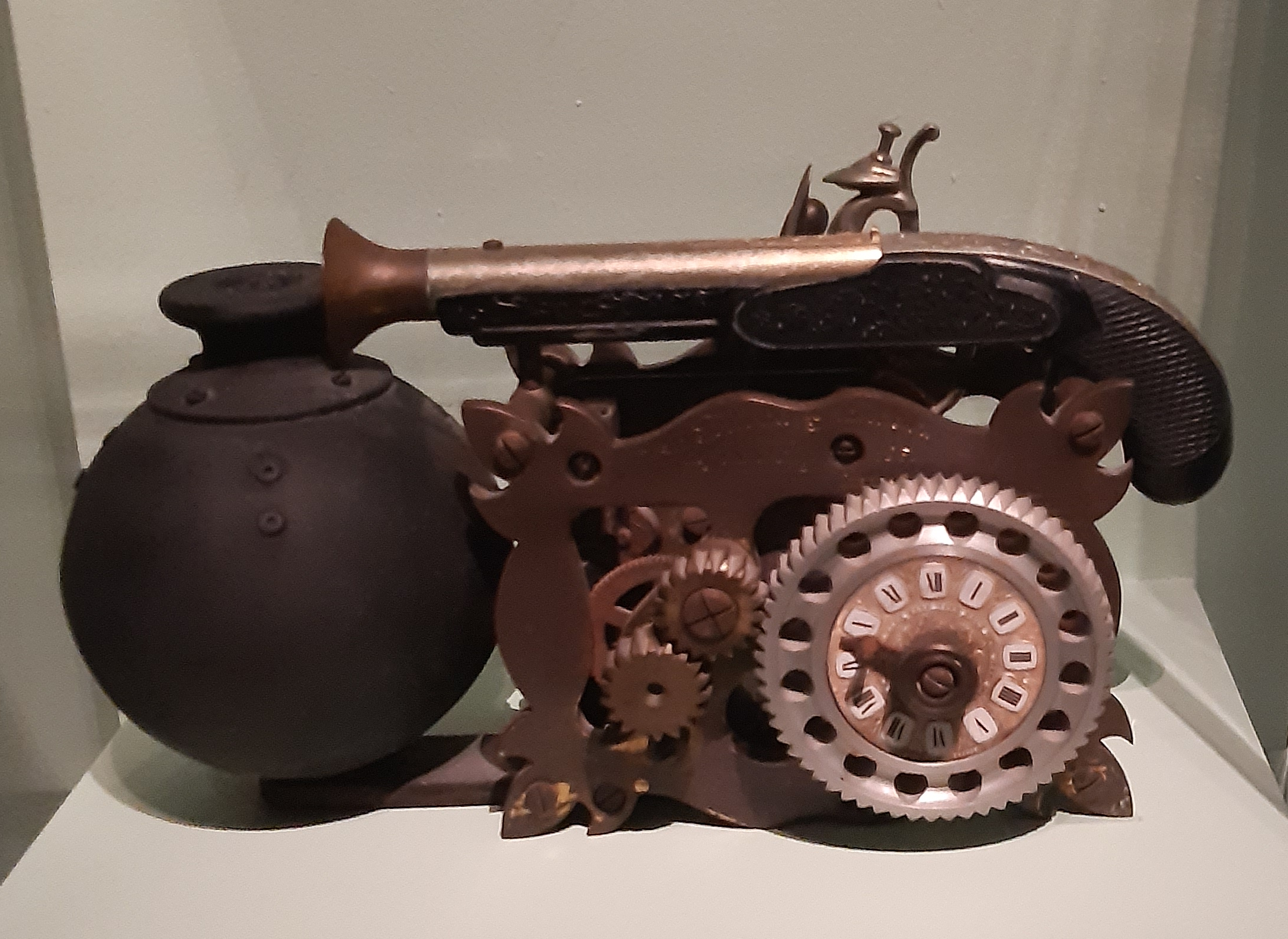
La « machine infernale » destinée à l'assassinat du roi, lors de l'exposition sur Louis de Funès à la Cinémathèque, en 2020.

Espagne, XVIIe siècle, Siglo de Oro. Don Salluste de Bazan est ministre du roi d’Espagne Charles II. Être fourbe, hypocrite et cupide, il collecte lui-même les impôts qu'il détourne en grande partie à son profit et songe à épouser la fille (ou la nièce) du roi — une enfant de dix ans qui le méprise — afin de pouvoir ceindre la couronne (quitte à faire assassiner les membres de la famille royale, héritiers potentiels du trône). Le peuple le hait et la noblesse le jalouse.
Don Salluste a pour valet, Blaze, véritable personnage de comédie, qui se joue parfois de son maître au profit du peuple, et secrètement amoureux de la reine Marie-Anne de Neubourg.
Or Don Salluste est accusé par la souveraine d'avoir fait un enfant illégitime à une de ses dames d'honneur. Il est en conséquence déchu de ses fonctions et condamné à rendre tous ses biens et à se retirer dans un monastère. Décidé à se venger de la reine, Salluste cherche un homme qui pourrait compromettre cette dernière en devenant son amant. Il prend donc contact avec son neveu César, qui s'est éloigné de la cour pour devenir brigand de grand chemin. Mais ce dernier refusant d'entrer dans sa machination, Salluste le fait capturer par ses sbires et l'envoie comme esclave aux Barbaresques. Il décide alors d'employer son valet Blaze, dont il a découvert les sentiments pour la reine et qu'il a récemment congédié : il le fera passer pour César et l'aidera à séduire la reine.
Le jour même de sa présentation à la cour, César (en fait Blaze) déjoue un attentat ourdi contre le roi par les grands d'Espagne. Il s'attire ainsi les faveurs du couple royal, devenant rapidement ministre et ami du roi. La reine, jolie Bavaroise, chapeautée par Doña Juana, une duègne d'âge mûr scrupuleuse quant au respect de l'étiquette, s'ennuie en Espagne auprès d'un mari qui la néglige. Malgré leur différence d'âge, elle n'est pas indifférente au charme et à la mâle présence de César, ignorant qu'il n'est en fait qu'un valet.
Fidèle à ses valeurs, Blaze convainc le roi de ne plus exempter les nobles de l’impôt. Outrés, les grands décident de se venger du nouveau ministre. Suivant de loin l'évolution de la situation, Salluste découvre le complot et redoute que ses propres intérêts soient compromis. En effet, si Blaze meurt, sa machination capote.
Dans les jardins du palais royal, au cours d’une partie de colin-maillard avec la reine et ses suivantes, Blaze, caché par une haie, s'apprête à déclarer sa flamme à la reine. Cependant, cette dernière est remplacée par la duègne qu’elle a fui pour éviter ses réprimandes. C’est ainsi qu'à son insu, Blaze fait la cour à Doña Juana, qui reçoit avec enthousiasme cette marque d’intérêt. À son tour, celle-ci révèle son amour ardent, mais Blaze, poursuivi par le devoir, a dû s’éclipser. C'est ainsi que la duègne exprime ses sentiments à un mastiff du roi qui a entre-temps remplacé Blaze (lequel n’a donc rien entendu) et qui la mord.
De justesse, Salluste sauve Blaze d’un complot ourdi par les grands, visant à l'empoisonner avec un gâteau d’anniversaire confectionné à son intention. Prenant son sauvetage pour une simple faveur de son ancien maître, Blaze est fait prisonnier par Salluste, sans comprendre qu'il sera utilisé dans une machination bien plus ambitieuse.
Salluste veut en effet organiser dans une auberge un rendez-vous amoureux pour la reine au nom de César (Blaze) et les faire surprendre tous deux par le roi, endormis dans un lit. Sous les fenêtres du palais, il envoie un cacatoès chargé de répéter un message conçu à cet effet. Mais l'oiseau se dirige malencontreusement vers les appartements de Doña Juana et c’est la duègne qui reçoit le message concocté par Salluste. Trahi par le volatile, il ne reste plus à Salluste qu'à se faire passer pour le cacatoès auprès de la reine. Le piège fonctionne. Ayant prétexté un retour nécessaire et urgent en Bavière auprès de son père malade, la jeune souveraine se rend secrètement à l’auberge, toute seule. À peine a-t-elle franchi la porte que les sbires de Salluste lui administrent une dose de chloroforme puis la couchent à côté de Blaze lui aussi « chloroformé ». Entretemps, Salluste a envoyé une lettre anonyme au roi dénonçant le soi-disant adultère de la reine avec le ministre.
La situation dégénère pour Salluste avec le retour du vrai César, échappé des Barbaresques, qui délivre Blaze et emporte la reine endormie, puis l'arrivée de Doña Juana dans l'auberge qui, totalement désinhibée, se livre à un strip-tease torride à l'attention de Blaze. Ce dernier, indisposé par ces avances, endort la duègne grâce au somnifère que Salluste lui destinait. C’est alors que le roi arrive, alerté par la lettre de Salluste. Grâce à l’aide de César, pour sauver la reine et sa propre vie, Blaze fait croire au roi, sous les yeux d’un Salluste désemparé, qu’il est le soupirant de Doña Juana, laquelle confirme que la reine est en voyage. En réalité, la reine est assoupie sur le toit d’un carrosse en compagnie de César. Tandis que la reine endormie demande en allemand à un César qui n'est pas germanophone de l'embrasser, Blaze les regarde partir, ému, voyant un autre profiter de son amour.
Finalement, le roi envoie Salluste et Blaze aux Barbaresques : le premier, à cause de sa lettre calomnieuse, le second, à cause de son refus d'épouser Doña Juana. Tandis que Salluste échafaude des plans de plus en plus délirants pour retrouver le pouvoir, Doña Juana est prête à tout pour suivre Blaze jusqu’au bout du monde …

## Fiche technique
Sauf indication contraire, les informations mentionnées dans cette section peuvent être confirmées par la base de données cinématographiques IMDb,  présente dans la section « Liens externes ».
- Titre original français : La Folie des grandeurs
- Titres de travail : Les Sombres Héros ou Les Grands d'Espagne ou La Folie des grandeurs
- Titre italien : La mania di grandezza
- Titre espagnol : Delirios de grandeza
- Titre allemand : Die dummen Streiche der Reichen (Les farces stupides des riches)
- Réalisation : Gérard Oury
- Scénario, adaptation et dialogues : Gérard Oury, Danièle Thompson, Marcel Jullian, d'après la pièce de théâtre Ruy Blas de Victor Hugo
- Assistants réalisateur : Roberto Bodegas, Jacques Bourdon, Jean-Claude Sussfeld
- Décors : Georges Wakhévitch[1]
- Costumes :
  - Création des costumes : Jacques Fonteray[1], Pierre Nourry et Jeanne Renucci
  - Réalisation des costumes : robes de Maria Gromtseff et chapeaux de Jean Barthet[1] (à Paris)
  - Les autres costumes sont loués aux maisons Monty Berman (à Londres) et Cornejo (es) (à Madrid)
- Photographie : Henri Decaë
- Seconde équipe : Jacques Besnard (réalisateur), Miguel Ángel Rivas (assistant-réalisateur), Vladimir Ivanov (photographie)
- Son : Antoine Bonfanti, assisté de André Louis
- Montage : Albert Jurgenson, assisté de Jean-Pierre Besnard, Martine Fleury, Catherine Kelber, Dominique Landmann
- Mixage : Jacques Maumont
- Musique : Michel Polnareff ; arrangements d'Hervé Roy
- Coordinateur des combats et des cascades : Claude Carliez et son équipe
- Production : Alain Poiré
- Sociétés de production : Gaumont (France), Coral Films (Espagne), Mars Films (Italie) et Paramount-Orion Filmproduktion (Allemagne)
- Sociétés de distribution : Gaumont International
- Budget : 20 000 000 francs[2]
- Pays de production :  France /  Italie /  Allemagne de l'Ouest /  Espagne
- Langues de tournage : français, espagnol, italien et allemand
- Studios : Franstudio (Studios de Saint-Maurice)
- Format : couleur (Eastmancolor) — 35 mm — 1,66:1 — son mono
- Genre : comédie historique
- Durée : 110 minutes[3] (2 991 métrages)[4]
- Visa d'exploitation : no 37336[4]
- Dates de sortie :
  - France : 8 décembre 1971
  - Italie : 2 janvier 1972
  - Allemagne de l'Ouest : 1er avril 1972
  - Espagne : 25 avril 1972
- Date de sortie en DVD :
  - France : 30 avril 2002

## Distribution
- Louis de Funès : don Salluste, marquis de Montalegre, baron del Pisco
- Yves Montand : Blaze
- Alice Sapritch : doña Juana, la duègne
- Karin Schubert : Marie-Anne de Neubourg, reine d'Espagne
- Alberto de Mendoza (VF : Bernard Woringer) : Charles II, roi d'Espagne
- Les Grands d'Espagne comploteurs
  - Jaime de Mora y Aragón (VF : Jean-Henri Chambois) : le marquis de Priego
  - Eduardo Fajardo : Cortega
  - Antonio Pica (VF : Jean Martinelli) : le duc de Los Montès
  - Joaquín Solís[note 1] : le duc de Sandoval
  - Venantino Venantini (VF : Jean-Pierre Duclos) : le marquis del Basto
- Gabriele Tinti (VF : Dominique Paturel) : don Cesar
- Paul Préboist : le muet, subalterne de Salluste
- Salvatore Borgese (VF : Roger Carel) : le borgne, subalterne et second de Salluste
- Astrid Frank : La dame d'honneur de la reine qui prétend avoir été abandonnée, elle et son enfant, par Salluste
- Robert Le Béal : le chambellan
- Clément Michu : le valet bègue de Salluste
- La Polaca (es) : la danseuse à l'anniversaire de Blaze
- Leopoldo Trieste (VF : Gérard Hernandez) : Giuseppe, le fabricant d'explosifs

Non crédités
- Frédéric Norbert : le page

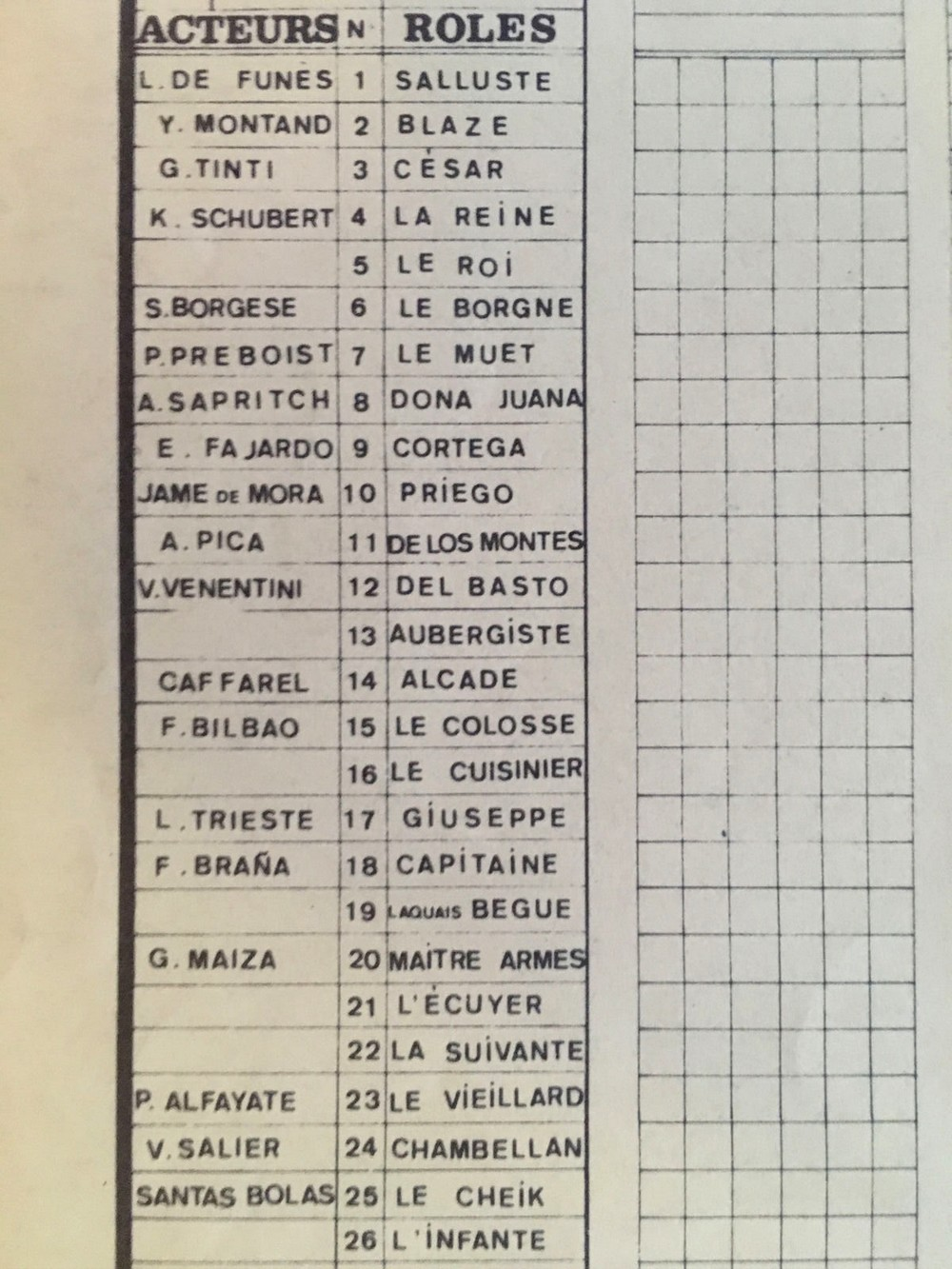
Liste des membres de la distribution du film, sur le planning de tournage.

- Ángel Álvarez (VF : Georges Chamarat) : un notable du village pauvre
- Lita Recio : voix du cacatoès de Salluste
- Ricardo Palacios (VF : Pierre Collet) : le cuisinier à l'anniversaire de Blaze, empoisonné par Salluste
- Roberto : un des nains de cour de la reine
- Fernando Bilbao (de) : le colosse
- Sophia Palladium : doña Juana[note 2]
- Frank Braña
- Xan das Bolas (VF : Roger Carel) : le cheikh des barbaresques
- Jesús Tordesillas (en) (VF : Paul Villé) : le vieux baron désirant s'entretenir avec « don Cesar » au sujet des impôts
- Antonio Iranzo : l'aubergiste de la Cabeza Negra
- Roger Carel et Pierre Tornade : voix des dromadaires hilares
- inconnue : l'Infante

## Genèse

### Gérard Oury dansRuy Blasà la Comédie-Française
Se déroulant à Madrid en 1696, le drame romantique de Victor Hugo a pour héros Ruy Blas, valet du grand d'Espagne don Salluste de Bazan, Ministre de la Police du Royaume. Disgracié par la reine pour une affaire de mœurs et condamné à l'exil, don Salluste veut se venger. Il fait appel à son cousin don César de Bazan, noble dévoyé, devenu brigand, mais qui refuse de séduire la reine pour la compromettre. Après avoir enlevé don César, vendu comme esclave, Salluste se tourne vers son valet Ruy Blas, « ver de terre amoureux d'une étoile », épris de la reine, qui ne peut qu'accepter, sans savoir qu'il est au centre d'un complot machiavélique. Introduit à la cour sous l'identité de don César de Bazan, Ruy Blas parvient à séduire la reine, délaissée par le roi. Don Salluste revient alors que Ruy Blas a été haussé au premier rang du pouvoir par la reine. Il piège la reine dans les appartements de Ruy Blas afin de la contraindre à renoncer à son mariage et à la couronne. Après plusieurs péripéties, Ruy Blas assassine Salluste puis se suicide.

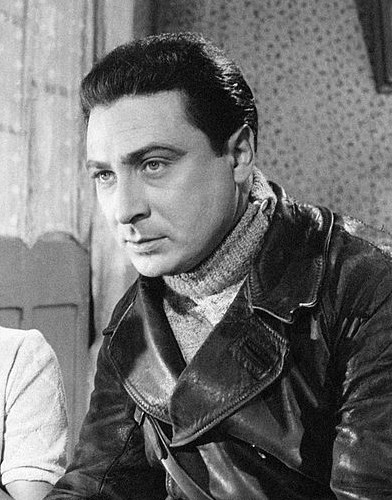
Gérard Oury, acteur dans La Fille du fleuve (1955).

En 1960, Gérard Oury commence son activité de réalisateur (en tournant La Main chaude et La Menace) et termine sa carrière de comédien de théâtre sur un rôle prestigieux puisque le metteur en scène Raymond Rouleau fait appel à lui pour interpréter don Salluste dans Ruy Blas à la Comédie-Française,,,. Il devient ainsi pensionnaire du « Français » pour la seconde et dernière fois, après l'avoir été en 1939, pour une représentation de Britannicus, en remplacement d'un comédien mobilisé.
En coulisses, l'ambiance est tendue,. Les sociétaires de la Comédie-Française n'apprécient pas que Raymond Rouleau ait imposé un acteur venu de l'extérieur, « de surcroît metteur en scène de cinéma », pour tenir ce rôle que pourraient jouer avec brio des acteurs du « Français »,. La troupe s'oppose également à la dérogation dans son contrat d'engagement qui l'autorise à quitter la pièce au bout de seulement six mois, pour partir réaliser son troisième film, car cela leur est interdit par le décret dit « de Moscou », sauf autorisation expresse de l'administrateur. Enfin, l'interprète de don César de Bazan, Robert Hirsch, quitte avec fracas les répétitions près d'une semaine avant la présentation au public de la pièce, à la suite de tensions avec le metteur en scène,,. Par voie de presse, Robert Hirsch rend Gérard Oury responsable de son départ, alors que les deux acteurs ne se côtoient que lors de deux scènes très courtes. Se sentant « à la fois bouc émissaire et dindon de la farce », Oury se rend dans le bureau de l'administrateur Maurice Escande pour déposer sa démission mais celui-ci le convainc de rester. À la sortie du bureau, Oury rencontre Hirsch et tous deux en viennent aux mains,,. Finalement, la première de Ruy Blas a lieu sans problèmes, en présence du président de Gaulle et du ministre de la Culture Malraux. Raymond Rouleau a remplacé Robert Hirsch par Jean Piat,,, qui se révèle très bon dans le rôle de don César,.
Gérard Oury interprète un don Salluste « un peu triste, hiératique, très digne » mais l'idée de détourner en comédie ce drame de Victor Hugo lui vient,. La trame de la pièce apparaît à l'acteur-réalisateur comme « un sujet de comédie formidable, avec des chausse-trapes, des portes qui s’ouvraient et se refermaient, donnant un arsenal comique digne de Feydeau »,, :

« À chaque représentation, pendant l'acte II dont je ne suis pas, ou tandis que mort j'attends de me relever, je pense qu'on pourrait faire de ce drame une irrésistible comédie : quiproquos valet-maître, maître déguisé en laquais, duègne foldingue, Barbaresques chez lesquels Salluste expédie son cousin César, maison truquée, reine d'Espagne somme toute complètement idiote. Et ce Salluste, pourquoi toujours le faire jouer en troisième couteau ? Moi, je le distribuerais à un acteur comique, Louis de Funès par exemple. Je sais, il est inconnu mais il a du génie, on s'en apercevra bientôt. Je m'amuse au jeu des titres. (…) Ruy Blaze avec un Z ? Les Sombres Héros ? (Sombréros !) Ou tiens, pourquoi pas : La Folie des grandeurs ? »

— Gérard Oury, 1988,.

### Succès comiques avec Bourvil et Louis de Funès

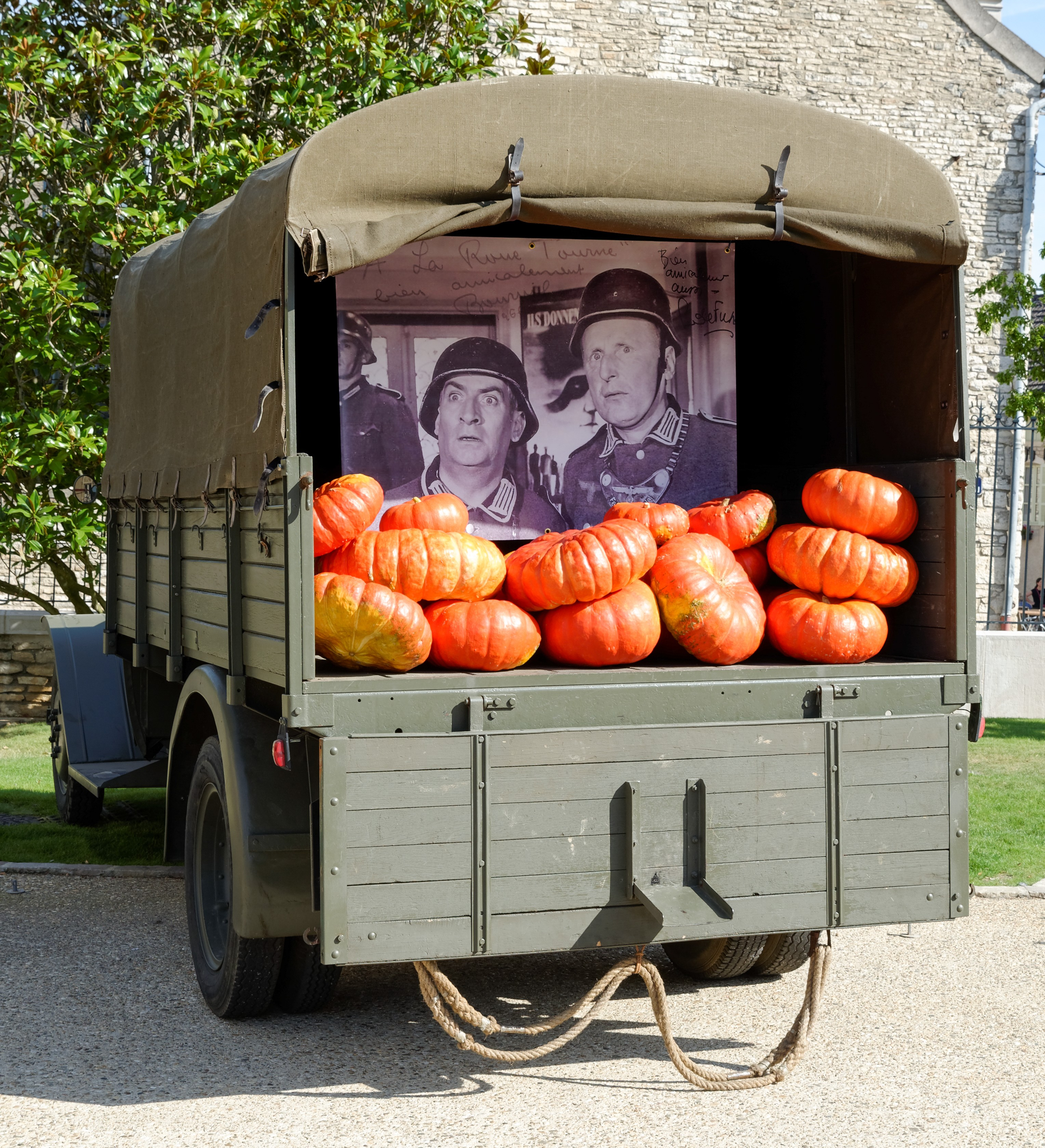
Après le triomphe de La Grande Vadrouille en 1966, un troisième film doit réunir Louis de Funès et Bourvil.

Après trois films dramatiques passés inaperçus, Gérard Oury obtient le succès en tant que réalisateur avec Le Corniaud, son premier film comique, en 1965,. Réussite artistique et commerciale, le film réunit Bourvil et Louis de Funès, déjà ensemble durant de courtes scènes dans les films Poisson d'avril, Les Hussards et La Traversée de Paris, dans les années 1950. Le Corniaud consolide la célébrité de Louis de Funès acquise tardivement en 1964 grâce aux films Le Gendarme de Saint-Tropez et Fantomas et ajoute un succès populaire de plus à la carrière de Bourvil.
Alors que son producteur Robert Dorfmann l'incite à faire rapidement un nouveau film avec les deux acteurs, Oury repense à un vieux projet de scénario abandonné qu'il avait raconté à Bourvil et de Funès durant le tournage du Corniaud, et s'oriente vers le projet de La Grande Vadrouille, un road movie comique se déroulant sous l'Occupation allemande,. Le triomphe se réitère car, à sa sortie en 1966, La Grande Vadrouille dépasse, à la surprise de tous, les résultats commerciaux déjà extraordinaires du Corniaud. Les deux films profitent de moyens et d'une qualité technique inhabituels pour les comédies françaises de l'époque, grâce à leur ambitieux producteur,.
Après ces deux succès consécutifs, Gérard Oury, Bourvil et Louis de Funès ont envie de retravailler ensemble et un troisième film du trio est naturellement très attendu par le public, les producteurs, les exploitants de salles et la presse. Lors d'un interview à la sortie de La Grande Vadrouille, Bourvil esquisse une idée sur un possible prochain film, finalement jamais exploitée : « Je voudrais faire avec Louis un film musical. Il a été pianiste avant d'être comédien. Moi, je suis chanteur. Je suis sûr que nous pourrions faire quelque chose de drôle. ». En réalité, Gérard Oury propose à la même période aux deux acteurs son adaptation comique de Ruy Blas, à laquelle il pense depuis six ans, et où il verrait Louis de Funès en don Salluste et Bourvil en Ruy Blas,. Les deux comédiens acceptent avec enthousiasme.

« J'avais alors pensé après la sortie de La Grande Vadrouille à Louis pour interpréter don Salluste, la « belle saloperie » qu'il me demande toujours de lui concocter : « Je t'en prie, insiste-t-il, ponds-moi une belle saloperie, un type arrogant avec les pauvres, qui les humilie, les pressure et tout de suite après s'aplatit devant les puissants. » Une des vertus de l'acteur-de Funès est de pouvoir se comporter de façon odieuse sans jamais être antipathique, aptitude permettant de traiter tous les vices et naturellement d'en rire. De son côté, Bourvil incarnerait à merveille ce valet pas si bête rêvant de faire cocu le roi d'Espagne. Quand je fais part de mes projets à mes deux amis, ils sautent au cocotier. D'accord nous ferons ensemble le troisième « Bourvil-de Funès ». Si Dieu le veut. »

— Gérard Oury, 1988,.
Cependant, le réalisateur désire avant cela tourner un autre film, Le Cerveau, sur lequel il travaille à partir du printemps 1967. Il associe cette fois-ci Bourvil au jeune Jean-Paul Belmondo. Son ami Alain Poiré, qui avait refusé Le Corniaud, ne rate pas cette fois-ci l'occasion de produire un succès annoncé, et produit le film pour la Gaumont. Comme pour Le Corniaud et La Grande Vadrouille, le scénario est co-écrit par Oury, sa fille Danièle Thompson et l'écrivain Marcel Jullian. Pour ce film de casse comique à grand spectacle, le cinéaste bénéficie, grâce à ses deux précédentes réussites, de moyens considérables — 30 millions de francs, le plus important budget alors réuni pour un film français — et d'une distribution internationale prestigieuse. Sur le tournage, en 1968, il parle à Bourvil de son Ruy Blas parodique, et de son rôle de « Blaze ». Sorti en mars 1969, Le Cerveau est également un succès, cependant moindre que les deux premiers films,.

## Production

### Scénario
Les auteurs du film rendent hommage avec humour à Victor Hugo en précisant, dans le générique, que même si « Toute ressemblance avec les personnages d'un célèbre drame ne serait que l'effet d'une fâcheuse coïncidence », ils le remercient pour sa « précieuse collaboration ».

### De Bourvil à Yves Montand

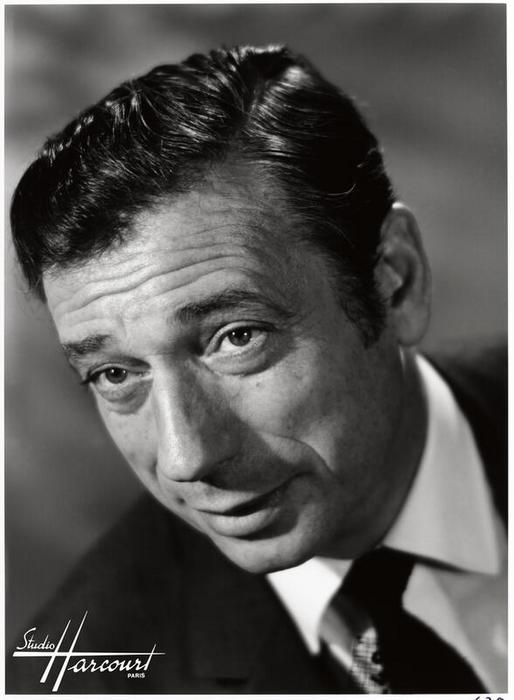
Yves Montand, ici en 1966, remplace Bourvil au pied levé.

Bourvil est initialement prévu pour le personnage de Blaze, mais sa mort contraint la production à lui trouver un remplaçant. Gérard Oury et Danièle Thompson rapportent, dans le film documentaire La Folle Heure des grandis, que l'idée de donner le rôle de Blaze à Yves Montand leur fut suggérée, lors d'une soirée mondaine, par Simone Signoret, épouse de l'acteur. Les scénaristes (Oury, Thompson et Jullian), d'abord circonspects, réécrivent complètement l'adaptation en fonction de la différence de personnalité des deux acteurs successivement prévus pour incarner le personnage de Blaze.

« J'avais conçu pour Bourvil un rôle de valet de comédie genre Sganarelle. Montand sera plus proche de Scapin. »

— Gérard Oury.

### Attribution des rôles

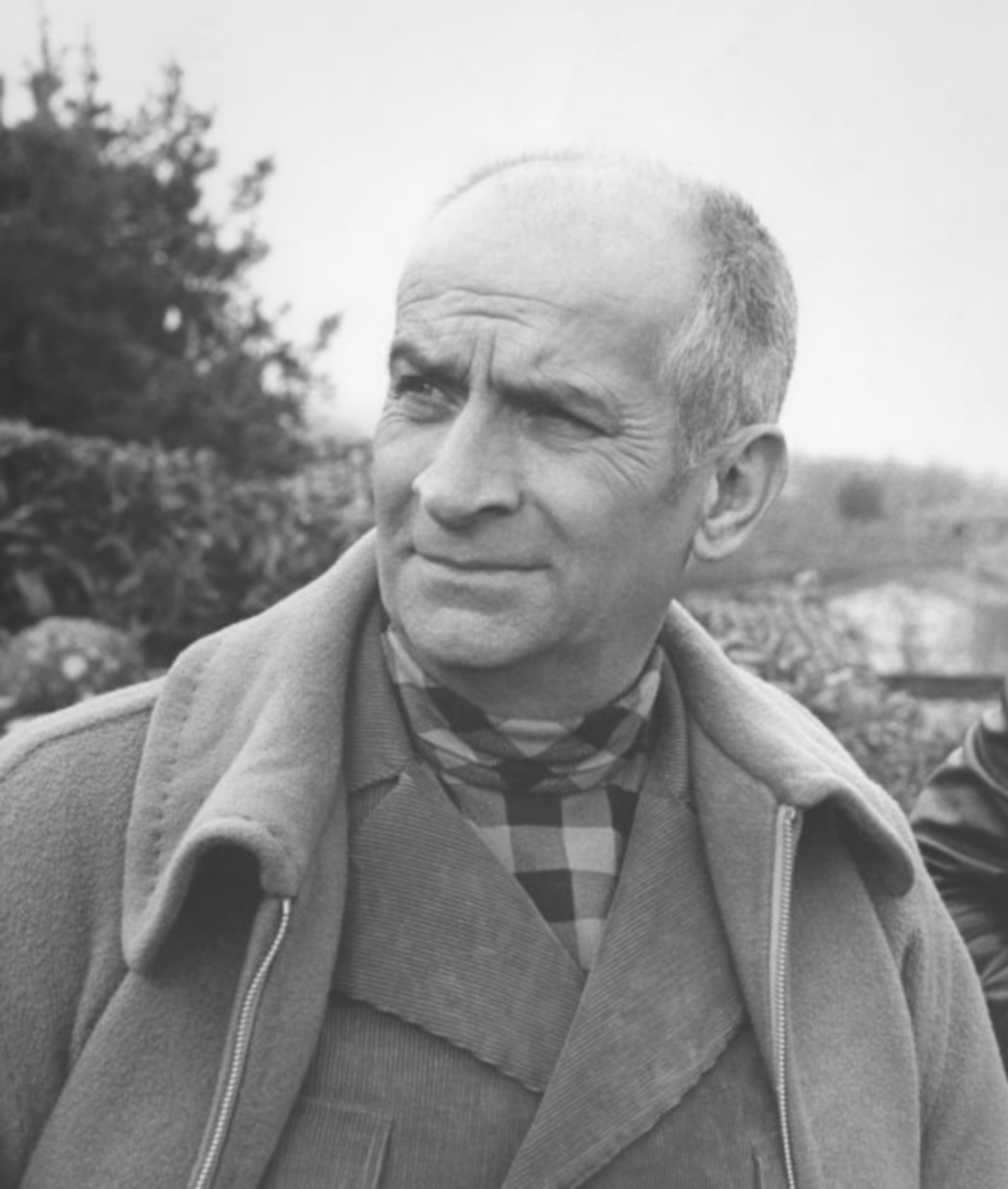
Après plusieurs tournages décevants, Louis de Funès renoue avec une équipe qui a fait ses preuves.

Louis de Funès revient auprès de Gérard Oury cinq ans après La Grande Vadrouille. Ces retrouvailles sont bienvenues pour la vedette après plusieurs tournages pénibles et les déceptions commerciales des deux films atypiques de Serge Korber. Il obtient enfin le rôle de « belle saloperie » tant demandé au réalisateur. Ce rôle d'avare préfigure aussi celui d'Harpagon, de la pièce de Molière, que l'acteur rêvait depuis longtemps, avant de le jouer dans son film L'Avare en 1980,. À noter que Louis de Funès est lui-même issu d'une famille ruinée de la noblesse castillane. Comme toujours, Oury l'entoure d'une distribution éclectique, avec peu de partenaires habituels.
Le réalisateur donne le rôle de la duègne Doña Juana à la tragédienne Alice Sapritch, ancienne camarade du Conservatoire, inattendue dans une comédie,. Elle venait de jouer l'épouse de Louis de Funès dans Sur un arbre perché (1971). D'abord dans la lignée de ses personnages austères, la duègne détonne en devenant ridicule et burlesque face à Blaze,. Sa participation au film — et son rôle de Folcoche dans Vipère au poing à la télévision la même année — révèle l'actrice au grand public à la cinquantaine,. À la suite de ce succès, Sapritch accepte d'autres rôles comiques mais dans des productions qualifiées de « nanars », sans retrouver la réussite commerciale et artistique de La Folie des grandeurs.

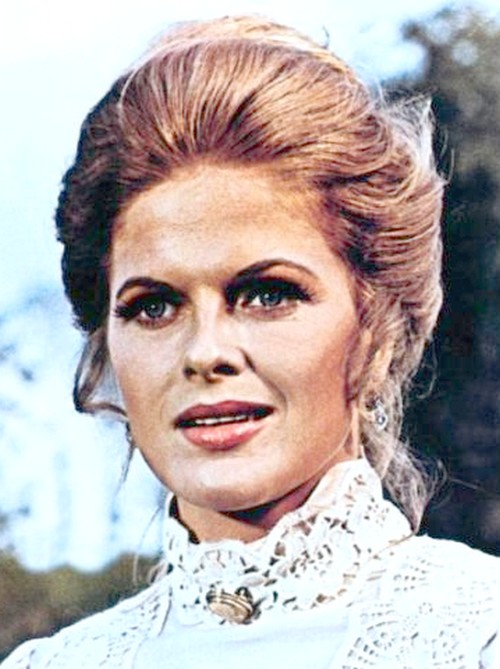
Karin Schubert, interprète de la reine d'Espagne, dans un western italien en 1973.

Bien que le personnage de la reine d'Espagne soit bavarois, Gérard Oury ne mène pas les auditions pour le rôle en Allemagne mais à Rome, où convergent toutes les jeunes actrices en quête de travail dans la capitale du cinéma européen et des tournages en postsynchronisation où seul le physique compte. Il choisit Karin Schubert, beauté blonde aux yeux bleus, au fort accent et capable d'avoir l'air autoritaire, alors cantonnée au cinéma d'exploitation italien,. Sur le tournage, les rapports avec le réalisateur sont houleux ; il peine par exemple à la faire tourner en chemise de nuit,,. Il lui fait d'ailleurs des avances, qu'elle repousse. À l'inverse, Yves Montand déclare apprécier sa partenaire : « J'aime beaucoup tourner avec elle. Je ne dis pas cela par solidarité avec une collègue, car Karin est vraiment jolie, merveilleuse, intelligente. Elle est même assez intelligente la naïveté de son personnage sans qu'on se sente mal à l'aise. Je lui prophétise une grande carrière d'actrice ». France Dimanche est condamné à verser 10 000 francs de dommages-intérêts au couple Montand-Signoret pour avoir évoqué une liaison entre Montand et sa partenaire allemande. Le rôle permet à Schubert d'acquérir une petite notoriété en France et d'apparaître l'année suivante dans deux productions internationales, Barbe-Bleue et L'Attentat, avant de se tourner plus tard vers le genre pornographique,,.
Le régisseur Jean Pieuchot doit trouver des comédiens imposants de plus de 1,90 m pour les grands d'Espagne, afin d'accentuer la petite taille de Salluste,. Le marquis saltimbanque et mondain don Jaime de Mora y Aragón, frère de la reine des Belges Fabiola, l'aide à dénicher des acteurs espagnols. Satisfait de cette découverte, Oury offre également à Mora y Aragón un rôle de Grand,,. Un autre Grand est interprété par l'acteur italien Venantino Venantini, déjà antagoniste face à Louis de Funès dans Le Corniaud (1965) et Le Grand Restaurant (1966),,.
Le roi d'Espagne est incarné par Alberto de Mendoza, comédien argentin enchaînant les productions européennes. Gabriele Tinti, considéré à l'époque comme « le Delon italien », interprète le véritable Don César, neveu de Salluste devenu bandit ; il était un sbire du gangster américain dans Le Gendarme de Saint-Tropez. Paul Préboist, dans le rôle de l'homme de main muet de Salluste, est l'un des rares de la distribution à être un acteur familier de Louis de Funès, l'ayant notamment côtoyé dans Le Grand Restaurant, Oscar, Hibernatus, Le Gendarme en balade, Sur un arbre perché, Jo et L'Homme orchestre. Vu en France dans le rôle du Pr Zallaméa dans Tintin et les Oranges bleues (1964), Ángel Álvarez se voit confier le rôle du notable accueillant Don Salluste lors de sa collecte d'impôts ; selon Jean Pieuchot, Oury l'avait engagé car il était « petit et rigolo » mais l'acteur avait du mal à jouer son rôle et n'était finalement « pas très bon ». Enfin, la distribution rassemble des comédiens italiens et espagnols « gueules » du western spaghetti.

### Tournage
La Folie des grandeurs a été tournée en Espagne (Barcelone, Grenade, Madrid, Pedraza, Séville, Tolède) et aux studios Franstudio, à Saint-Maurice dans le Val-de-Marne (France).
Bertrand Dicale, biographe funésien, pense que le tournage serait celui d'un film d'Oury où « de Funès [a manifesté] le moins évidemment sa liberté d'invention par rapport au scénario », dont il a de toute façon suivi toute l'écriture.

#### Désert de Tabernas, à Almería
Les scènes dans le désert ont été tournées dans le désert de Tabernas, dans la province d'Almérie.
À Cabo de Gata, quelques hectares du désert d'Almería dépourvus de végétation et ensablés, décor semblable au Sahara, servent de cadre aux scènes du bagne des barbaresques ,,. Dix ans plus tôt, David Lean y avait tourné la scène de l'attaque du train dans Lawrence d'Arabie,. Les grandes dunes cachent l'horizon mais les points de vue sans mer et sans habitations sont peu nombreux.
Le décorateur Georges Wakhévitch doit construire, en plein désert, une énorme noria puisant de l'eau avec ses multiples cruches de terre pour arroser une pousse de palmier. Une citerne est construite pour stocker l'eau que la noria doit puiser : des pelles excavatrices sont acheminées sur les lieux puis des maçons cimentent les bords de la citerne. Environ 35 m3 d'eau doivent être contenus dans la citerne mais le problème est que le transport d'eau dans la zone, par camions-citernes, est très coûteux. Les décorateurs constatent, le lendemain du travail des maçons, que, par chance, la citerne s'est remplie toute seule grâce à l'infiltration de l'eau de mer, évitant ainsi d'importantes dépenses. Sans aucune intervention, le niveau de la citerne reste constant tout le long du tournage, à la grande joie de Georges Wakhévitch.
Le tournage est fortement perturbé par le climat de la région puisqu'une pluie torrentielle s'abat durant plusieurs jours, immobilisant longuement l'équipe, les acteurs, les trois cents figurants ainsi que la ménagerie de chevaux et de chameaux, en attente d'une éclaircie,,.
Un nouveau problème survient quand la pluie s'arrête : de l'herbe se met à pousser dans le sable du désert, à la grande stupéfaction des locaux eux-mêmes. L'endroit perd alors son côté aride et désertique, ce qui est très dérangeant pour le film, surtout pour les scènes du camp des barbaresques. La production engage donc des équipes spéciales composées d'habitants des alentours pour désherber le désert, lui redonnant ses airs de Sahara,,.

#### Grenade et le palais de l'Alhambra

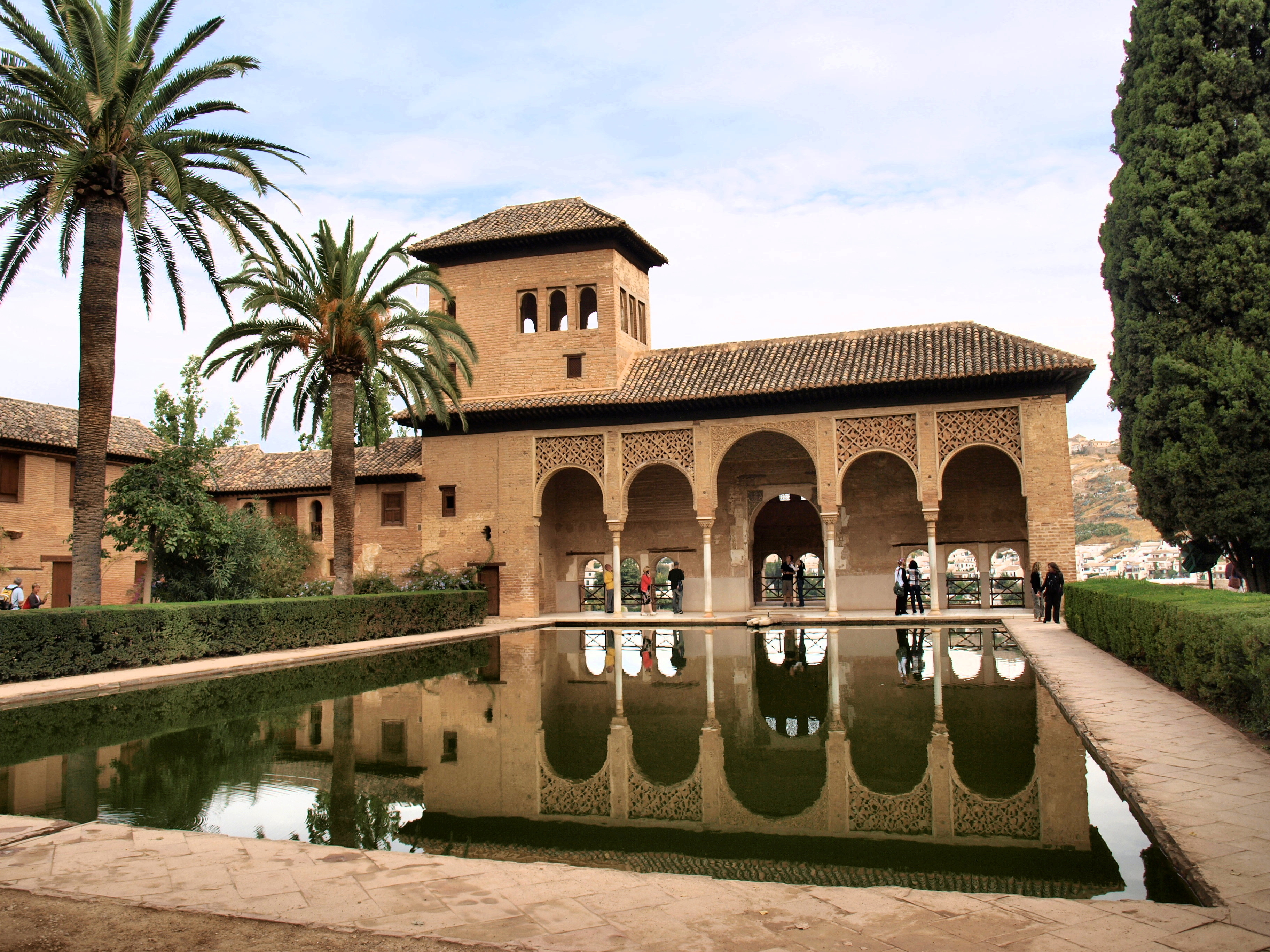
Lors de la partie de colin-maillard, Blaze pousse la duègne dans ce bassin des jardins du Partal de l'Alhambra, pour se débarrasser d'elle.

Avec ces intempéries, le tournage prend un grand retard et le départ pour Grenade se fait plus tard que prévu. À Grenade, le tournage se déroule principalement dans l'Alhambra, somptueux ensemble de plusieurs palais datant de la présence musulmane en Espagne, du VIIIe au XVe siècle. Un très grand froid règne alors à Grenade, surprenant même les Grenadins, qui disent « n'avoir pas vu un temps pareil depuis cinquante ans ». Le froid rend mornes les célèbres jardins de l'Alhambra et l'équipe est contrainte de planter des fleurs artificielles pour leur redonner des couleurs, en plein mois de mai. La plupart des figurants sont des étudiants de l'université alors en vacances et le retard causé par le mauvais temps fait craindre à l'équipe de perdre ces nombreux figurants, la reprise des cours s'approchant.
Dans la cour circulaire intérieure du palais de Charles Quint est tournée la scène dans laquelle le roi et « don César » perçoivent l'impôt, auprès des grands d'Espagne. La partie de colin-maillard entre la reine et ses courtisanes, interrompue par l'arrivée de « don César », a lieu dans la cour des Lions, dans les palais nasrides de l'Alhambra. Le régisseur Jean Pieuchot rapporte que le tournage de cette scène fut dur pour Karin Schubert : « Gérard Oury a rapidement eu des intentions à son égard mais elle est restée indifférente. Gérard lui a fait un peu payer cette histoire en étant parfois assez méchant avec elle. Par exemple, Oury avait fait venir un grand chapelier [Jean Barthet] qui avait déposé de petites fleurs dans les cheveux de la comédienne pour le tournage [de la scène]. Dès que Karin Schubert bougeait, les fleurs tombaient. Ce n'était pas de sa faute bien sûr mais Gérard l'engueulait. J'ai vu avec des accessoiristes qui ont réglé ce problème de fleurs et la scène a pu être tournée ».
Pour se débarrasser de la duègne, Blaze la pousse dans un bassin réfléchissant la tour des Dames, dans les jardins du Partal. Le tournage de la scène est très éprouvant pour Alice Sapritch, qui supporte un poids de 20 à 30 kg selon les prises, avec sa robe et son apparat de jupons, sa coiffe pyramidale, ses bijoux
et, quand elle s'assied pour écouter « don César », des réservoirs d'eau et 60 m de tuyaux percés de centaines de trous sous sa robe, pour que l'eau gicle en plein de petits jets,.
Pierre Durin, spécialiste des truquages, met en scène un système pour réchauffer l'eau dans laquelle chute Alice Sapritch pour faciliter le tournage à l'actrice : sous une cloche sont versés des centaines de litres d'eau chaude et la cloche doit être retirée peu avant que ne soit lancé le « Action ! », rendant l'eau plus chaude durant quelques dizaines de secondes,. Le stratagème s'avère inefficace et Sapritch est condamnée à tomber dans de l'eau glacée. En revanche, lorsqu'elle tourne la discussion avec Blaze derrière la haie, elle est arrosée durant toute une journée avec des arrosoirs d'eau tiède. Après avoir précipité la duègne dans le bassin, Blaze retrouve la reine dans le patio du Canal (patio de la Acequia), dans les jardins du Généralife, palais d'été des princes Nasrides.

Lieux de tournage à l'Alhambra (sélection)
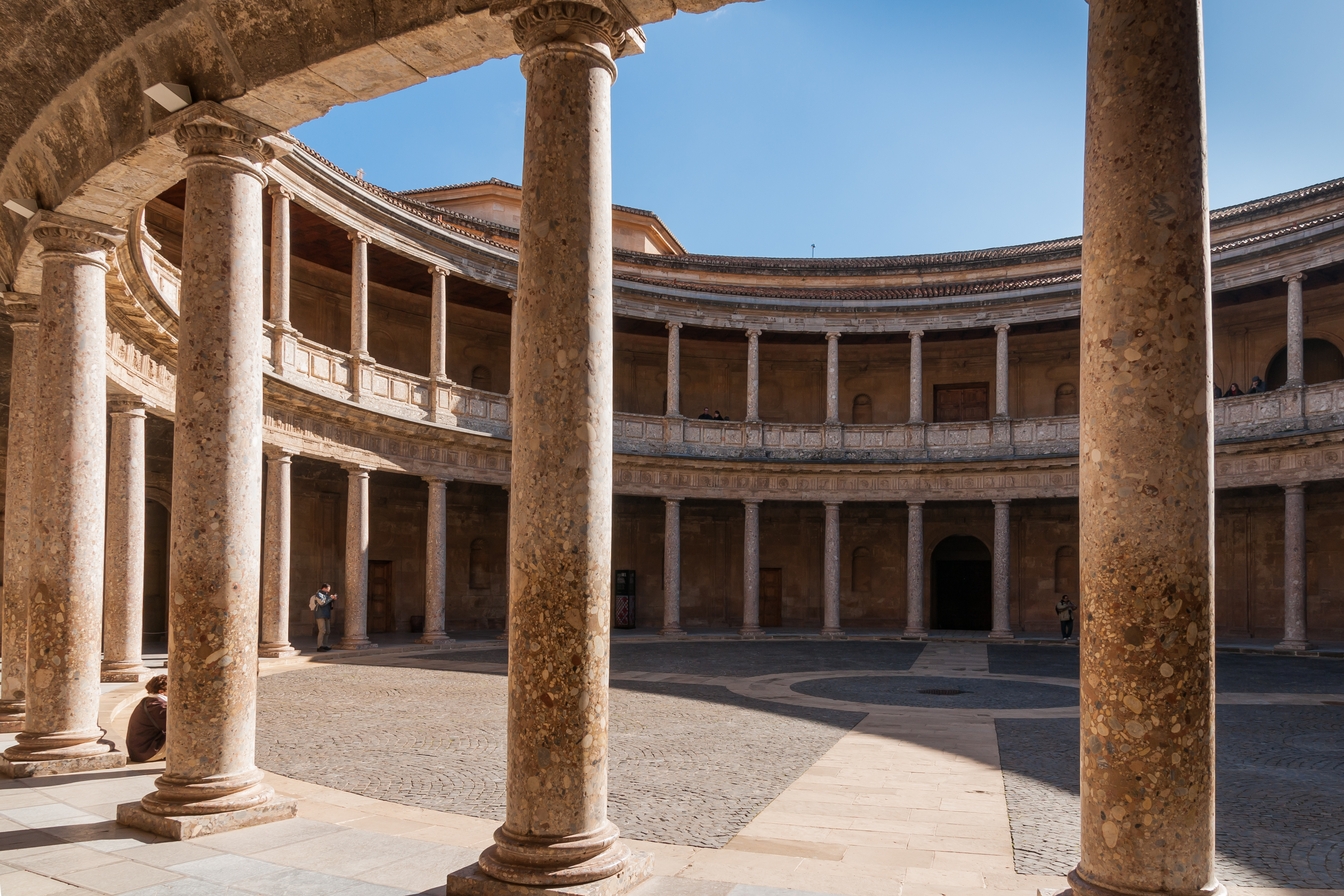
La cour circulaire intérieure du palais de Charles Quint, où le roi et son nouveau ministre des Finances perçoivent l'impôt.
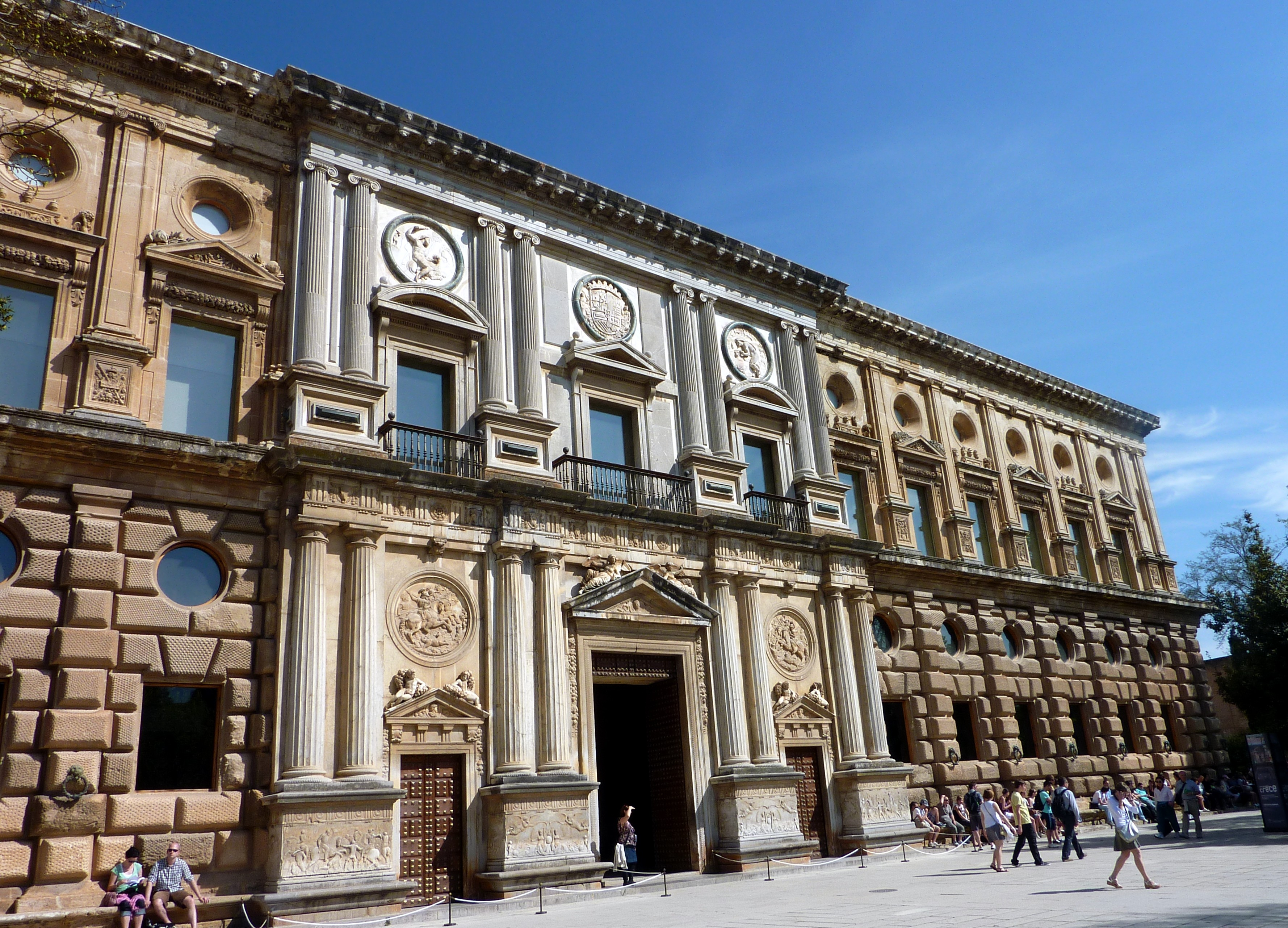
Façade ouest du palais de Charles Quint, par laquelle entrent les grands venant payer l'impôt au roi.
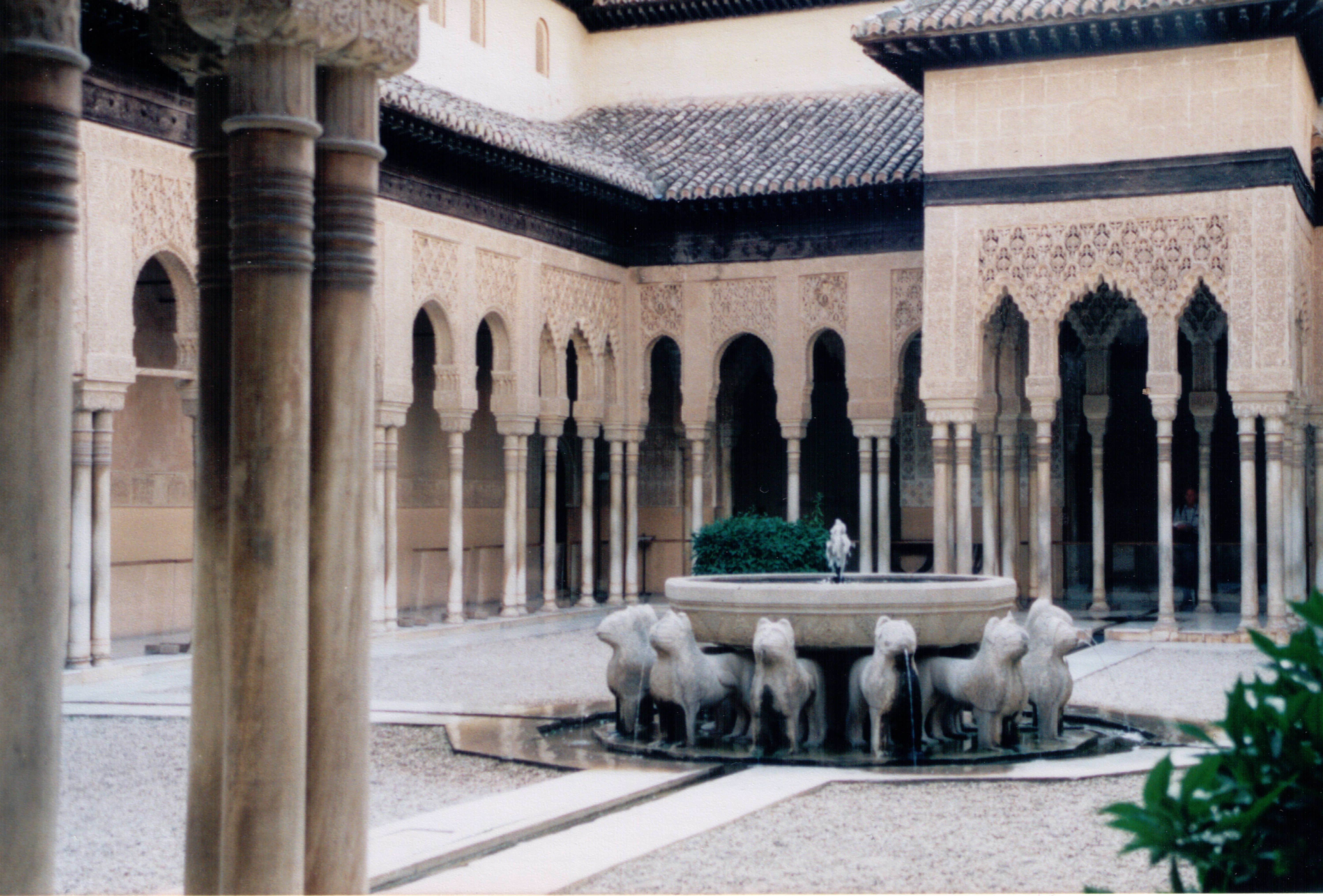
La cour des Lions (patio de los Leones) et sa fontaine, situées dans l'un des palais nasrides de l'Alhambra.
Le patio du Canal (patio de la Acequia) dans les jardins du Généralife, où Blaze retrouve la reine.

Le 10 mai 1971, la compagne de Gérard Oury, l'actrice Michèle Morgan, qui le suit régulièrement sur ses tournages, quitte Grenade pour aller présider la 24e édition du Festival international du film à Cannes. L'équipe tourne également dans la ville, devant la chapelle royale de Grenade et le palais de la Madraza, quelques plans montrant le roi chevauchant en direction de l'auberge de la Cabeza Negra pour y surprendre la reine dans les bras de « don César ».

#### Isla Mínima del Guadalquivir, près de Séville
L'équipe se déplace dans la province de Séville pour tourner les scènes de l'anniversaire piégé de Blaze dans une propriété proche du village de La Puebla del Río. Le lieu, aux décorations riches et typiques, sert de décor pour la propriété du marquis de Priego, où les conspirateurs ont organisé une fête d'anniversaire piégée pour « don César », qu'ils veulent tuer. Appartenant à José Maria Escobar, la propriété, nommée « Isla Mínima del Guadalquivir », est encerclée par les marais du Guadalquivir et a pour vocation l'élevage de toros de « tienta »,. Le tournage a notamment lieu dans la cour et dans la petite arène de la propriété. Les scènes nécessitent notamment un taureau de 500 kg, que Priego lance aux trousses de Salluste et Blaze dans l'arène. Durant le tournage, Louis de Funès et Yves Montand logent au luxueux hôtel Alfonso XIII à Séville.
Yves Montand réalise des combats à l'épée, lorsque Blaze déjoue la tentative d'empoisonnement par la pièce montée. Ensuite, Montand et Louis de Funès lancent des assiettes en étain sur les grands d'Espagne. Le coordinateur des combats et cascades Claude Carliez reconnaît que les deux acteurs étaient très habiles car il s'agissait de « marier vitesse et précision : de tels projectiles ont un poids certain et peuvent faire mal à ceux qui les reçoivent et puis, il faut trouver le tour de main pour qu'ils filent parallèlement au sol ».

La propriété « Isla Mínima del Guadalquivir », près de Séville.
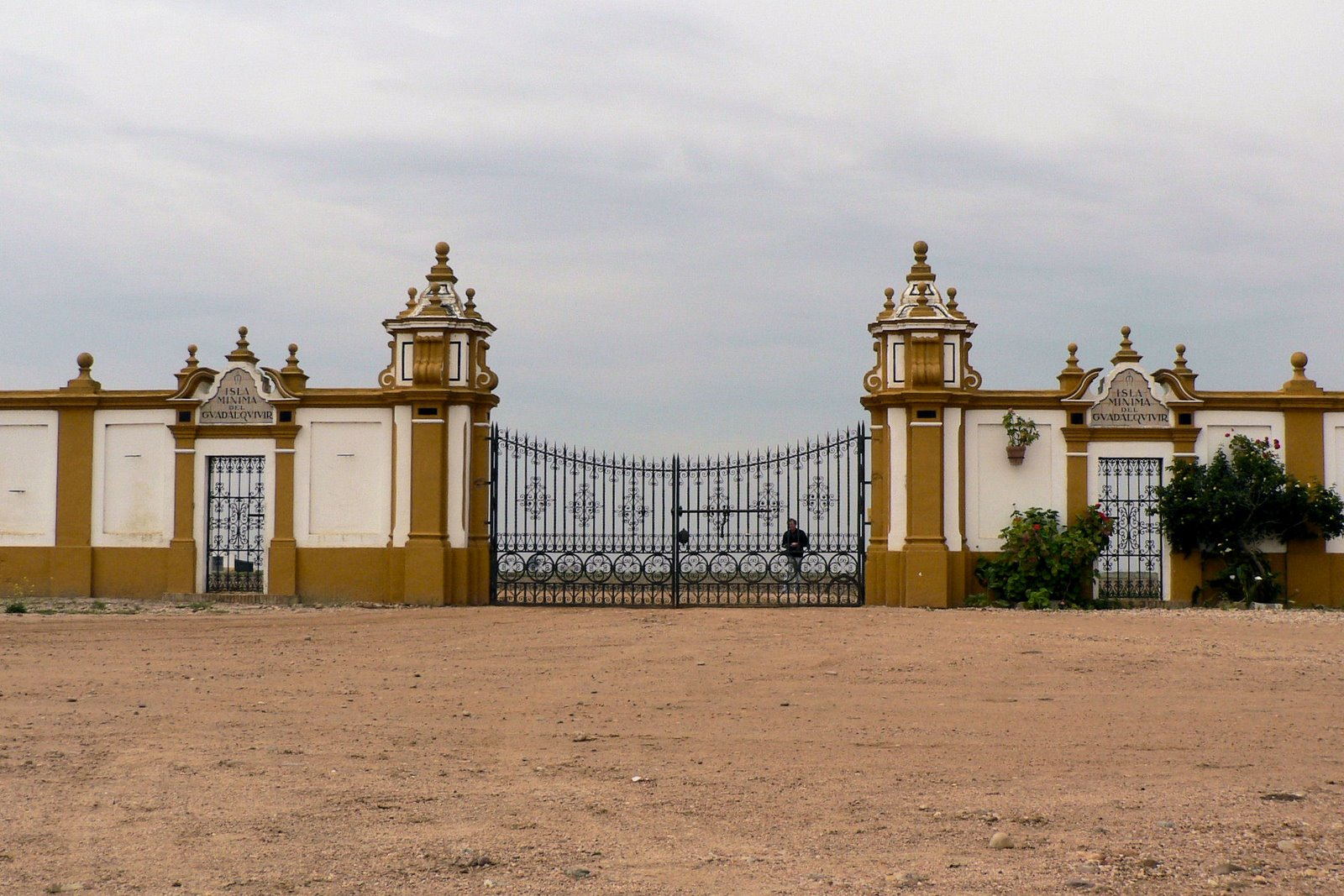
Portail d'entrée.
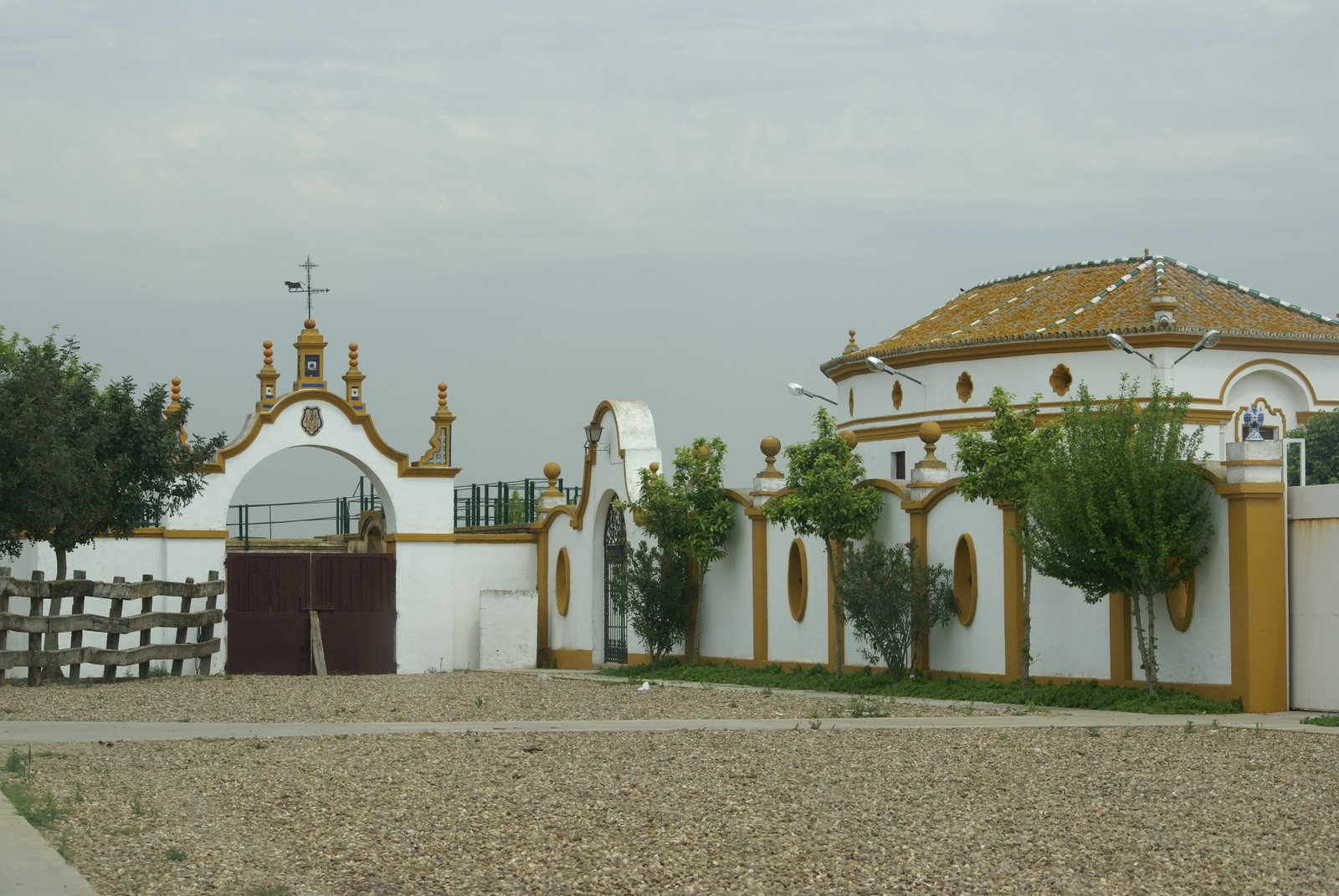
L'enclos du taureau.
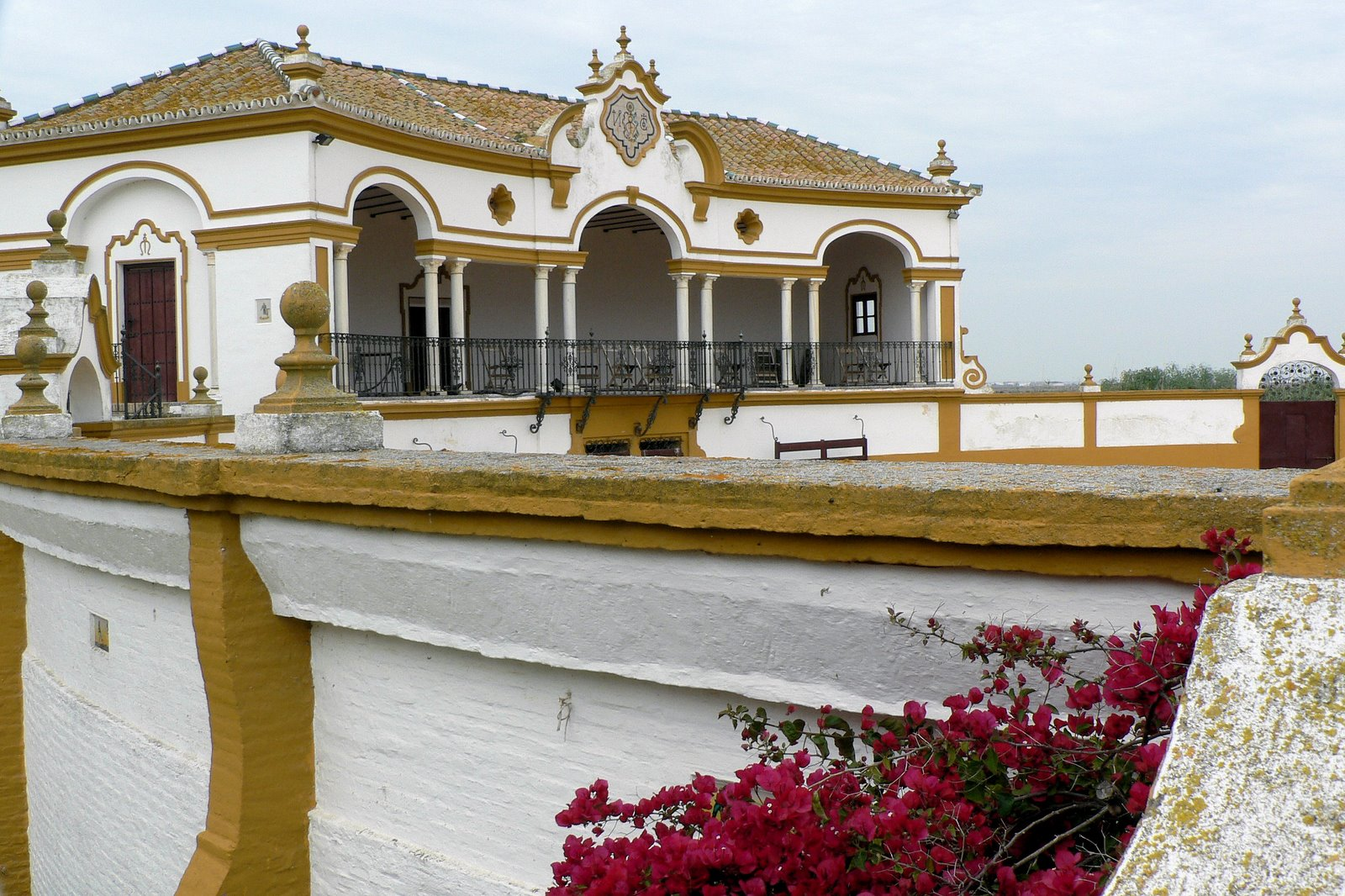
L'arène vue de l'extérieur.
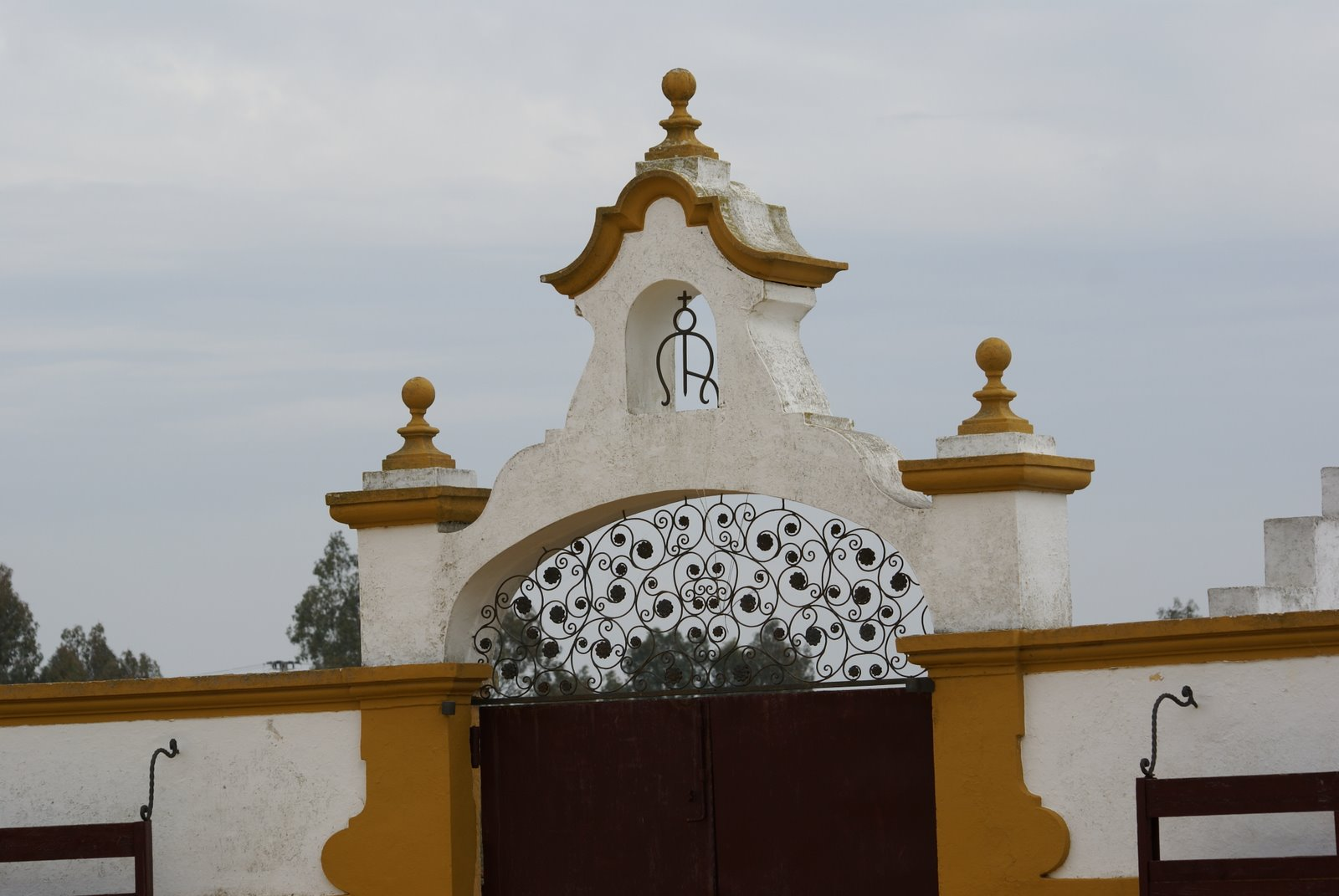
Porte de l'arène et sa grille[note 8].

#### Studios Roma, Madrid et ses environs
L'équipe rejoint ensuite Madrid, où se situe la base de production,. Le tournage a lieu dans les villes proches ainsi que dans les studios Roma,. Le tournage dans de vieilles rues de Madrid, prévues comme décors extérieurs, s'avère finalement impossible à cause des antennes de télévision, fils électriques et autres équipements contemporains difficiles à cacher et sources d'anachronismes. Les décorateurs se voient donc obligés d'« édifier tout un complexe de places, de ruelles et de patios » sur les plateaux des studios Roma.

Arrivée à San Lorenzo de El Escorial, l'équipe se voit refuser l’autorisation de tourner à l’intérieur de l'Escurial, malgré les promesses qui leur avaient été faites auparavant,,. Le décorateur Georges Wakhévitch est donc contraint de construire des répliques à échelle plus réduite des salles du palais, sur les plateaux des studios Roma et, plus tard, des studios Franstudio en France,. Il reproduit notamment la salle du trône (à Franstudio) et la bibliothèque de l'Escurial. 

« (…) les producteurs ont manqué de bonne foi. On nous a dit : « l'Escurial, vous allez l'avoir, on va y tourner. Pas de problèmes, je connais tout le monde ». Nous commençons donc à faire notre plan de travail, dans lequel il y avait un grand trou : « Tournage à l'Escurial ». Le studio n'est pas prévu. La main-d'œuvre non plus. Le jour où nous arrivons là-bas pour organiser le tournage, le directeur nous répond : « Moi, vous laisser tourner ici ? Pour que je perde 300 000 touristes par jour ? Il n'en est absolument pas question ! Tourner dans les jardins ? Impossible, et d'abord ils sont abîmés… ». Le producteur revient penaud : « Alors, qu'est-ce qu'on fait ? Georges, tu peux nous sauver ? Tu sais, on tourne dans huit jours et je n'ai pas de décors… » Alors on construit. Comme des dingues. Jour et nuit. On se jette sur les planches à dessin. On étudie. On construit comme des fous. Il faut quand même que nous arrivions à un beau résultat, non ? On ne peut pas faire l'Escurial n'importe comment. Et on s'est débrouillé. »

— Georges Wakhévitch, 1982, pour Positif.
L’une des rares scènes tournées à l'Escurial est l'arrivée du roi de retour de la chasse en son château, filmée sur la place faisant face à l'édifice. La scène d'ouverture — montrant la récolte des impôts par don Salluste — et quelques autres scènes sont tournées sur la Plaza Mayor de Pedraza, dans la province de Ségovie, un bourg médiéval très apprécié par les réalisateurs, dont Orson Welles, qui y a filmé Falstaff et Une histoire immortelle. Des scènes sont tournées à Tolède, au musée Santa Cruz, dont notamment quelques plans d'Yves Montand descendant un escalier de pierre en courant pour empêcher l'attentat contre le roi, et dans la cour intérieure de l'hôpital de Tavera, pour les plans de l'arrivée du roi, montés avec ceux tournés devant l'Escurial. La bibliothèque de l'hôpital accueille la scène où Blaze surprend par hasard le complot contre le roi avant la destitution de Salluste.

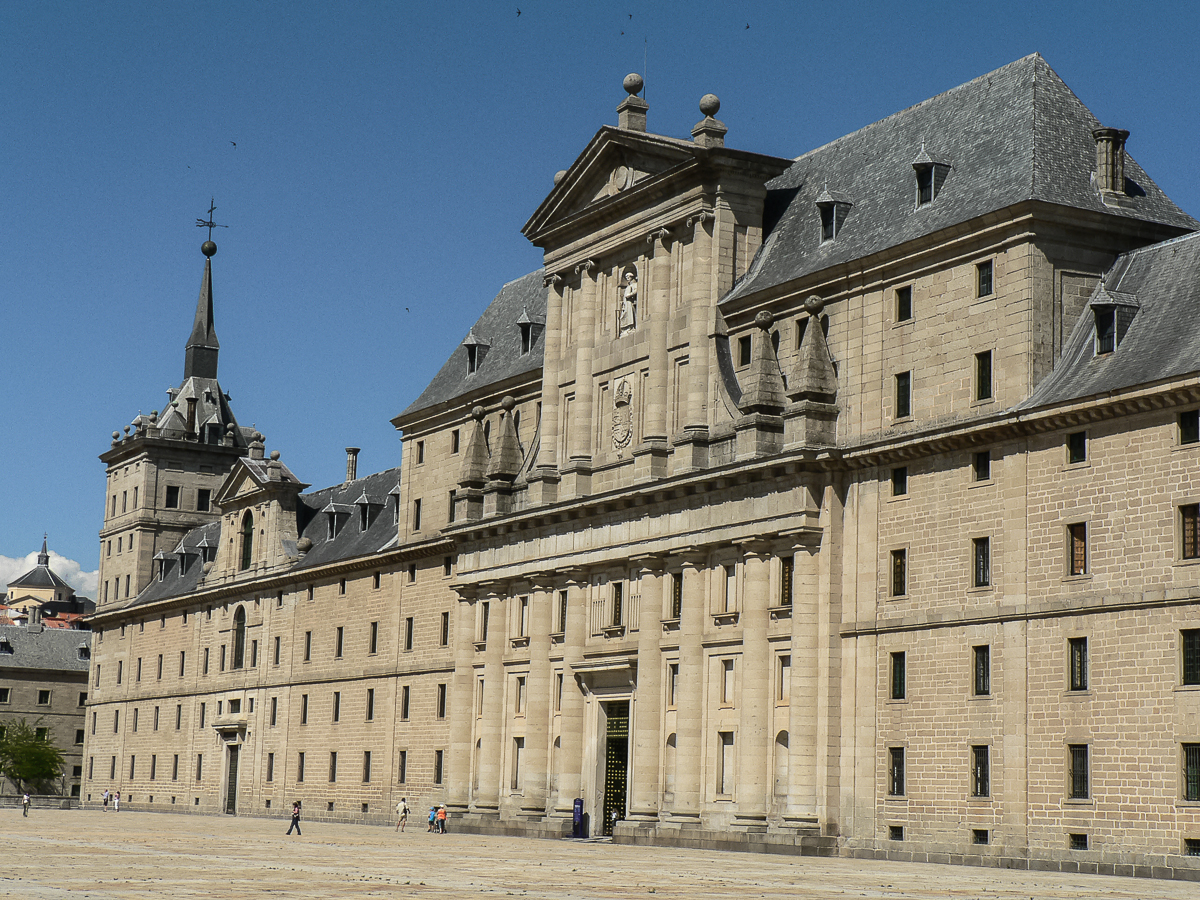
Façade ouest de l'Escurial.
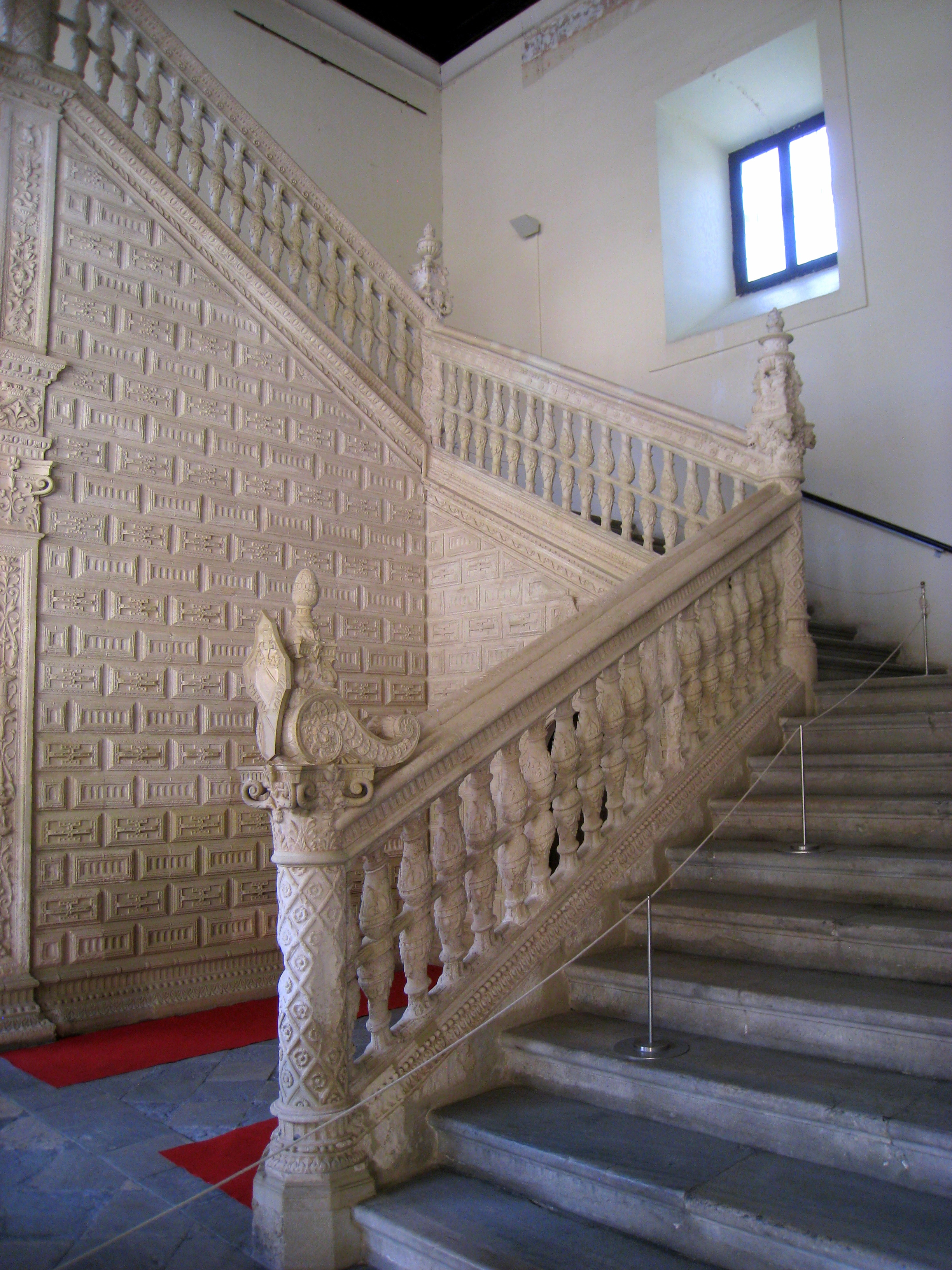
L'escalier du musée Santa Cruz de Tolède.
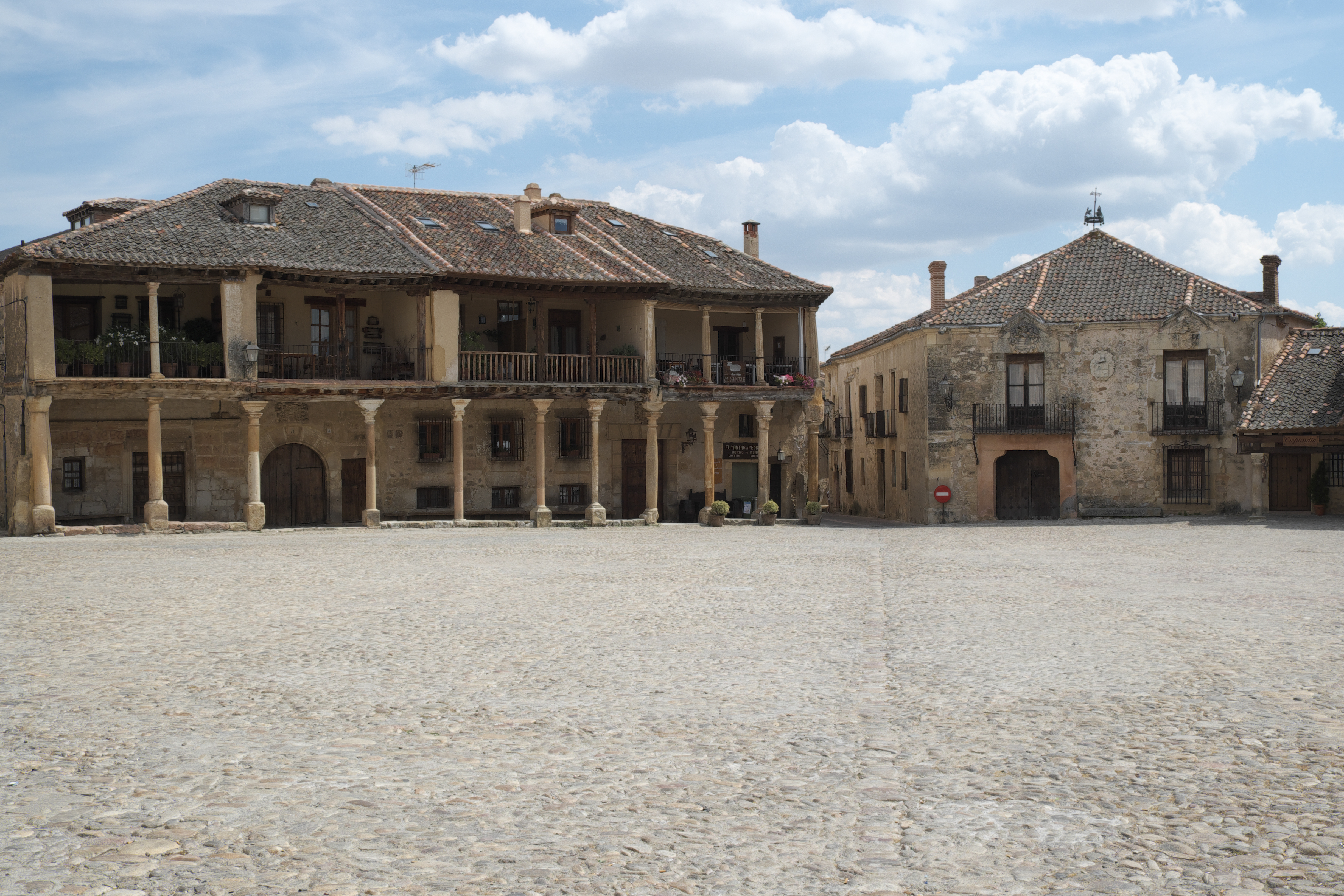
Le bourg médiéval de Pedraza.
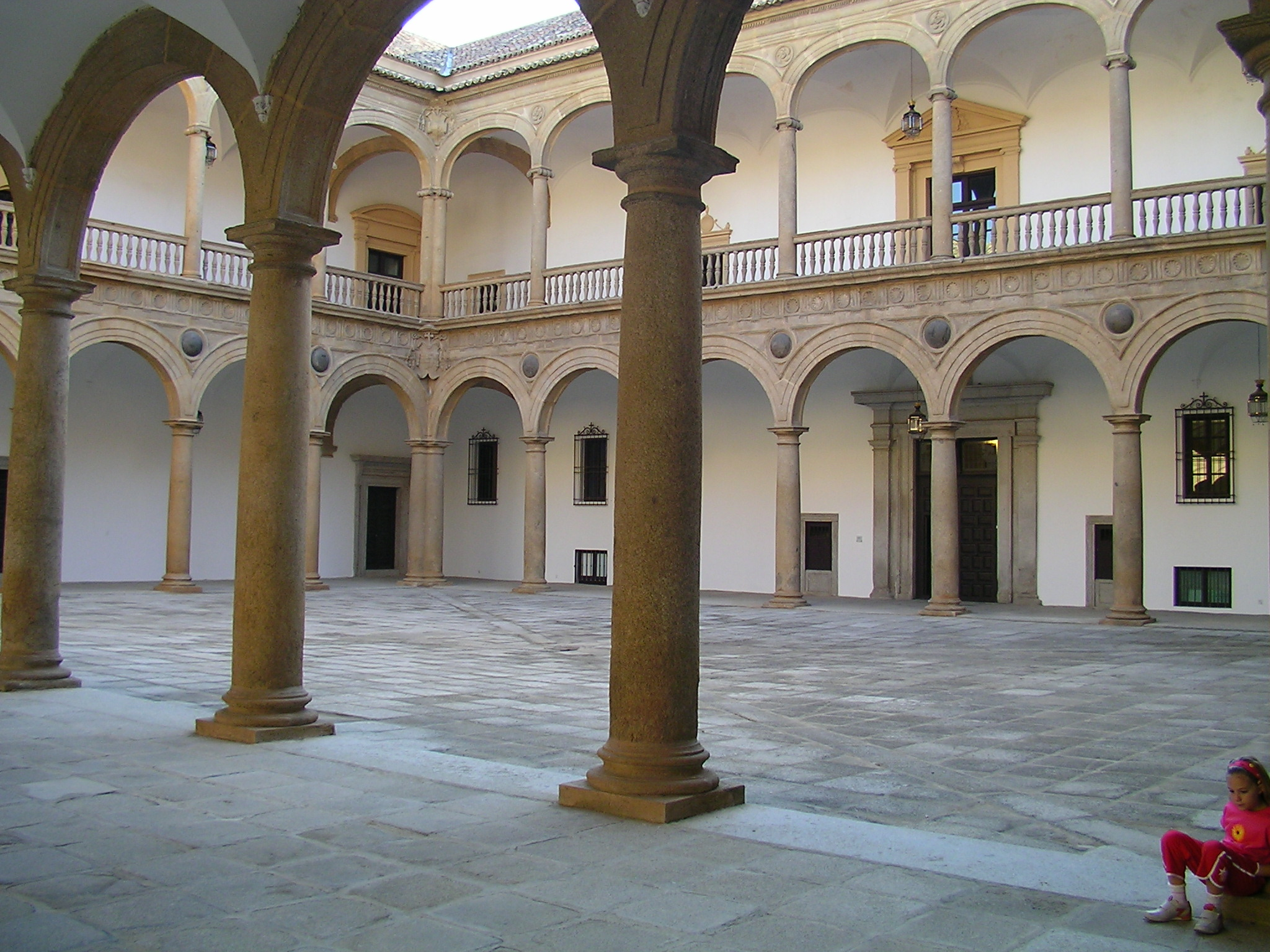
La cour intérieure de l'hôpital de Tavera.
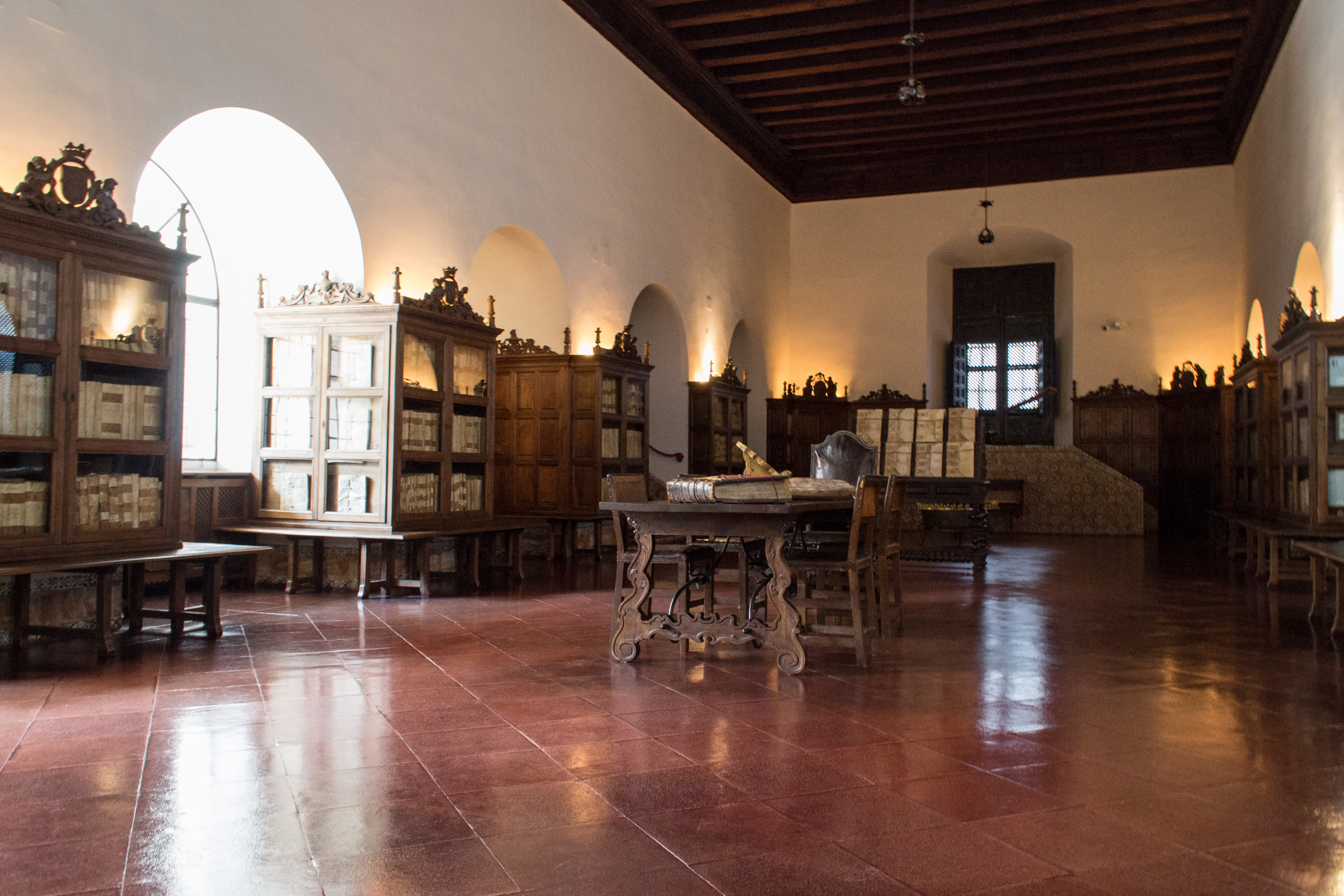
La bibliothèque de l'hôpital de Tavera.
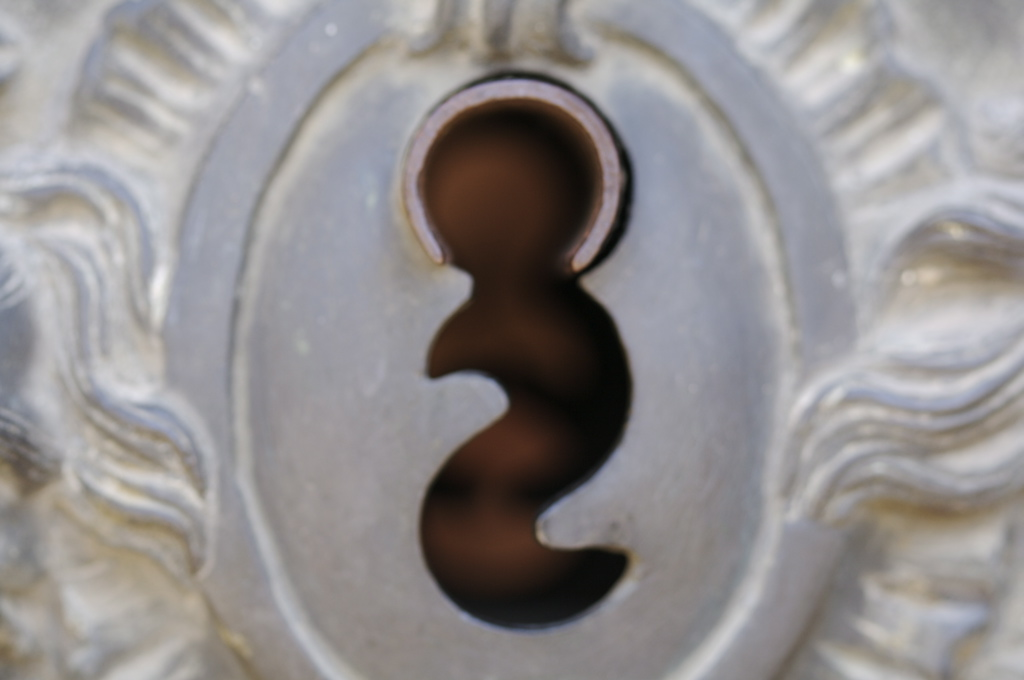
Blaze observe un conspirateur payer le fabricant de la bombe derrière une serrure similaire.
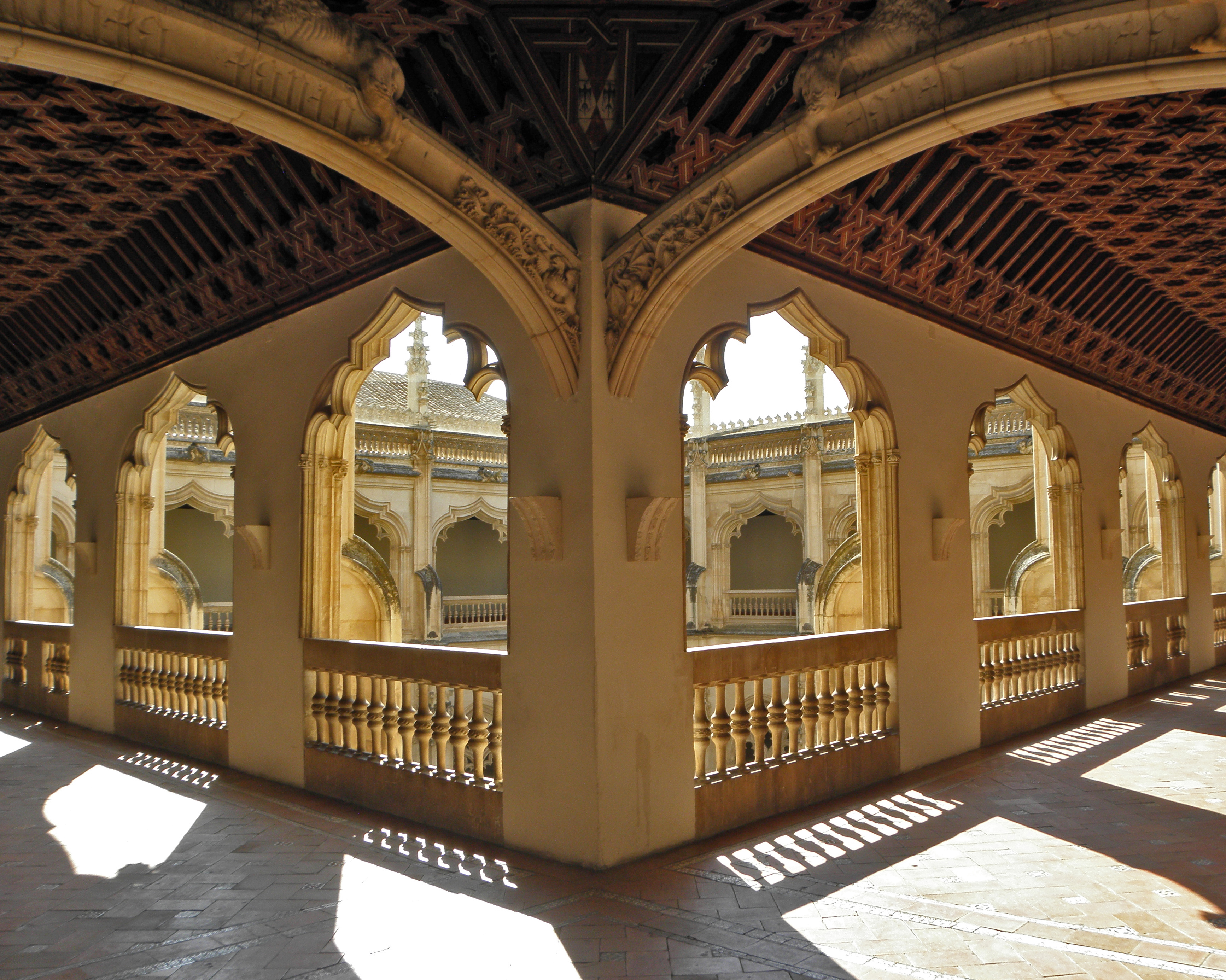
Le cloître du monastère de Saint-Jean des rois de Tolède.

##### L'effeuillage d'Alice Sapritch
Le 26 mai 1971 est tournée la scène de l'effeuillage de doña Juana devant Blaze dans le décor de l'auberge de la Cabeza Negra, sur le plateau A des studios Roma. Alice Sapritch réalise elle-même le strip-tease, grâce aux leçons dispensées par Sophia Palladium au Crazy Horse ; malgré ces cours, Sapritch n'arrive pas à exécuter un des mouvements, un « petit coup de cul donné vers l'arrière ». Elle n'arrive pas à trouver « la bonne expression du fessier, à la fois bravache, aguichante et décidée ».
Après plusieurs essais infructueux, Sophia Palladium est finalement appelée de Paris : arrivée par le premier avion à Madrid, elle tourne en gros plan les moments du strip-tease que Sapritch n'arrivait pas à réaliser.
Grâce au montage, les plans où Alice Sapritch est doublée par Sophia Palladium sont très difficiles à discerner : pour Gérard Oury, « il y a certes une différence de gabarit entre le menu fessier de la jeune Sophia et l'arrière-train plus conséquent de notre chère Alice, mais une fois le plan monté, une chatte n'y reconnaîtrait pas ses petits ! ». Il signale d'ailleurs, dans le film documentaire La Folle Heure des grandis, le moment précis où l'on peut remarquer l'amincissement subit de la taille de la duègne, dont on n'aperçoit plus le visage mais seulement la « croupe » (selon ses propres termes).

« Beaucoup se souviennent de l'« inénarrable » strip-tease de Sapritch. Pour la déshabiller, il fallait d'abord l'habiller et que son « effeuillage » ne soit pas indécent. Elle se sent belle et follement amoureuse de Montand. Elle se rend à l'auberge où elle croit au rendez-vous galant qu'il lui a fixé, alors qu'il s'agit d'un piège diabolique. Et le quiproquo s'ensuit. J'ai pris beaucoup de plaisir à tourner ces scènes. »

— Gérard Oury, 1999.
Des années plus tard, Alice Sapritch dément avoir été doublée, notamment dans Les Grosses Têtes en 1985, et parfois même entraînée par Sophia Palladium. Elle dit avoir fait croire à la production qu'elle suivait bien les cours de la strip-teaseuse professionnelle mais qu'en réalité elle les séchait et que, le jour du tournage, elle était tout simplement « très inspirée pour tortiller son cul » [sic]. Elle traite notamment de cet épisode, de son point de vue, dans Mémoires inachevés, ses mémoires parus en 1990.

##### Scènes de rue risquées

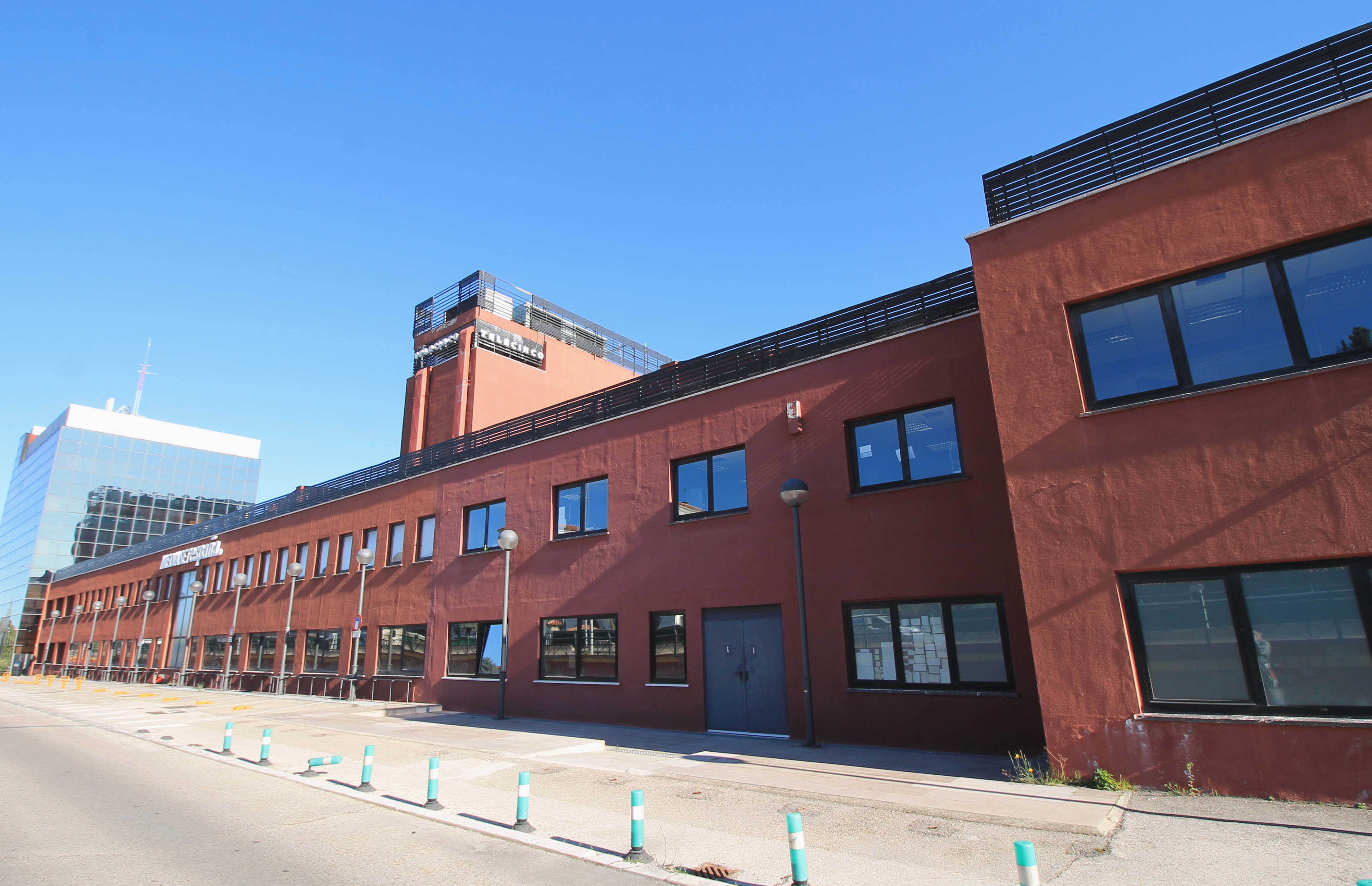
Les anciens studios Roma à Madrid, aujourd'hui siège de la chaîne berlusconienne Telecinco.

#### Retour en France
L'équipe et les acteurs rentrent ensuite en France, principalement pour tourner dans les studios Franstudio, à Saint-Maurice.
Le tournage s'achève avec du retard, en août 1971.

#### Scènes «physiques»
Le coordinateur des combats et cascades Claude Carliez reconnaît qu'Yves Montand avait « un sens inné des déplacements, de l'équilibre, de la volte » et qu'il était « performant pour toutes les scènes d'action voulues par Gérard Oury : il avait la bonne résistance respiratoire et la souplesse nécessaire ». Ce n'est pas l'avis de l'acteur qui, à propos d'une séquence assez physique tournée à Pedraza, où il court après le carrosse de don Salluste et saute sur l'essieu arrière, a écrit :

« Physiquement, tu peux être vraisemblable en tant que valet, avoir une certaine justesse de corps, comme j'ai la prétention de l'avoir encore aujourd'hui, mais tu te rends compte que tu ne bouges plus comme tu crois. Tu ne bouges plus à cinquante ans comme à trente-cinq, je m'en suis rendu compte tout de suite. Quand on a tourné la scène du début du film où je dis : « Vous savez, c'est un carrosse qui est un peu bancal, il risque de perdre beaucoup de choses », pour faire comprendre que j'ai scié le fond du carrosse et que l'argent va tomber. Le carrosse part et je le rattrape en courant, et c'est là qu'on s'aperçoit que le personnage ne court pas, que je ne cours pas en fonction de la silhouette, qui est relativement jeune. Le personnage devait, aurait dû « voler » et là je suis lourdaud. Tu t'en aperçois en regardant le film que tu ne donnes pas du tout l'impression que tu voulais. »

— Yves Montand, Montand raconte Montand, 1988-1990.

#### Relations entre Louis de Funès et Yves Montand
Louis de Funès et Yves Montand s'entendent très bien au cours du tournage,. Les deux acteurs apprécient leurs points communs, notamment leur expérience de la scène, Montand au music-hall et de Funès au théâtre. Selon le biographe funésien Bertrand Dicale, ils ont d'ailleurs tous deux besoin de beaucoup de prises pour être bons, ce qui les fait travailler au même rythme (ce n'était pas le cas avec Bourvil, bon dès les premières prises mais s'affaiblissant aux suivantes). Le producteur Alain Poiré déclare pourtant l'inverse : « trop recommencer les prises était [pour Montand] un supplice. Inversement, Louis de Funès était retenu par une sorte de pudeur, que Gérard le forçait à surmonter en le poussant, en l'excitant comme un boxeur. Impossible de prévoir quand allait se déclencher cette forme de folie — la création est toujours une folie — qui le faisait se dépasser et faire des choses imprévues, insensées et irrésistibles. Le pauvre Montand, à refaire dix, douze, dix-huit fois la même chose, devenait fou ! Il lui a fallu une bonne dose de patience, de considération pour son partenaire et de conscience professionnelle pour l'endurer ! ». Quoi qu'il en soit, comme cela se passait avec Bourvil, ils élaborent parfois ensemble des idées de gags qu'ils soumettent ensuite à Gérard Oury,. Ayant des opinions politiques opposées, ils évitent tout simplement ce sujet : Patrick de Funès, fils de Louis, explique que « Montand était obnubilé par une rhétorique socialo-communiste hermétique au commun des mortels : « Le pire, c'est qu'il est sincère, il y croit à ses histoires, disait mon père. C'est vraiment casse-bonbons ». ».

### Bande originale

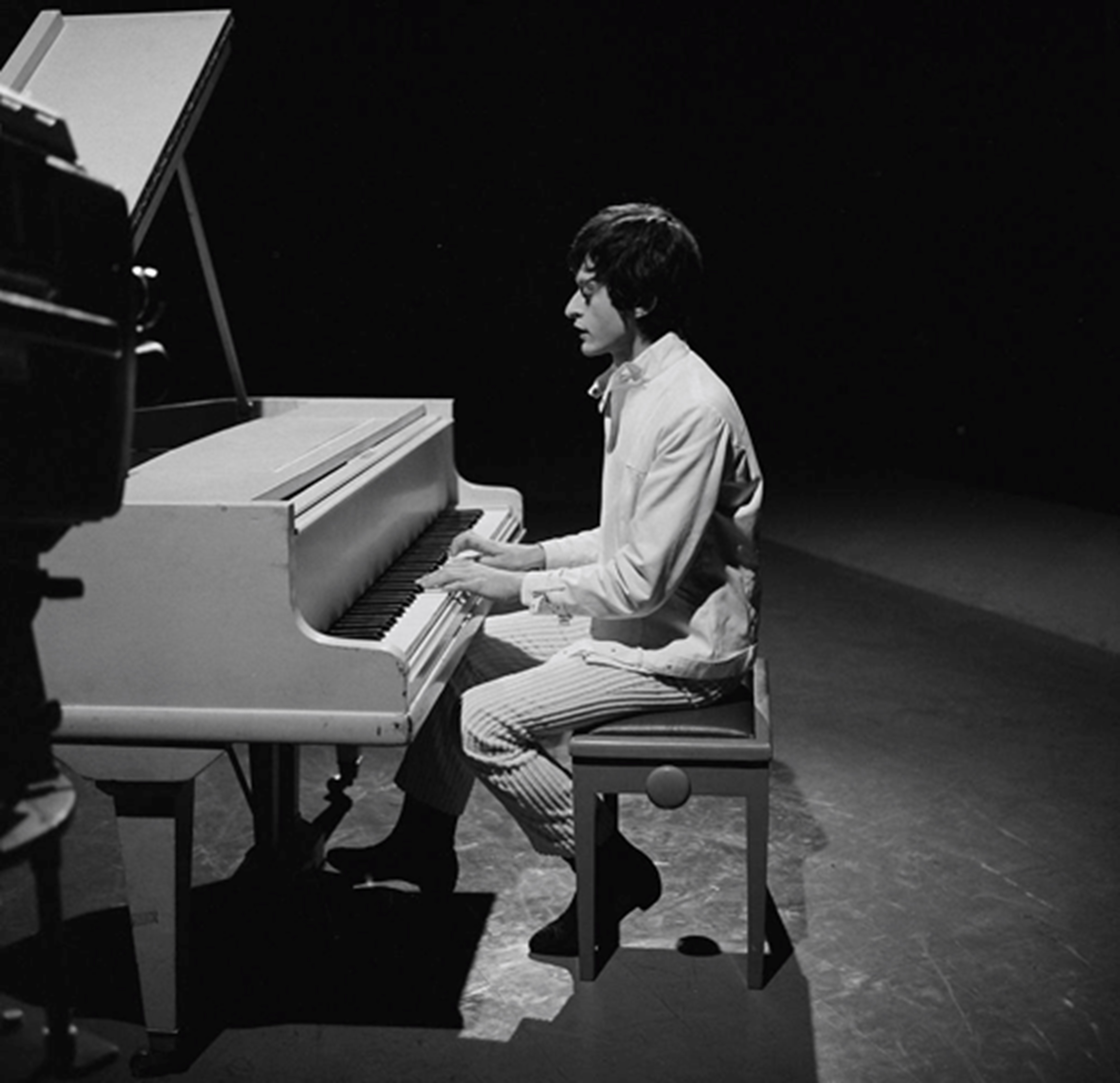
Michel Polnareff en 1967, interprétant sa chanson Love Me, Please Love Me au piano.

Après les compositions assez classiques de Georges Delerue pour Le Corniaud et Le Cerveau et de Georges Auric pour La Grande Vadrouille, Gérard Oury fait appel pour son nouveau film à un chanteur pop, l'auteur-compositeur-interprète Michel Polnareff, alors à l'apogée de sa popularité,,,,. Longtemps interrogé sur ce choix curieux, Gérard Oury explique qu'« il faut se replacer dans le contexte du début des années 1970. Polnareff est alors le symbole éclatant d'une chanson française moderne avec une vraie liberté de ton et de comportement. Au-delà de l'interprète, il y a aussi un compositeur accompli », doté d'une solide formation classique. Il pressent que ce chanteur excentrique et iconoclaste pourrait apporter une touche supplémentaire d'originalité à son projet de comédie déjà très atypique. En outre, des dissensions avec Delerue aurait eu lieu sur Le Cerveau. Polnareff suppose que le cinéaste l'aurait remarqué grâce à sa musique de scène pour le spectacle Rabelais de Jean-Louis Barrault. Oury l'a surtout repéré à travers sa composition pour L'Indiscret de son ami François Reichenbach,. Polnareff accepte : « Votre demande est si inattendue que je ne peux pas refuser ! ». S'il a déjà fait quelques incursions dans le monde du cinéma avec les bandes originales d’Erotissimo (1969) et Ça n'arrive qu'aux autres (1971), il considère La Folie des grandeurs comme son « vrai premier projet de cinéma ».
Adjoint de l'arrangeur Hervé Roy, Michel Polnareff doit écrire et enregistrer deux musiques devant servir pour les prises de vues. Flamenco Blaze est destiné à Yves Montand pour sa danse nocturne,,,. Le Strip-tease de la duègne, morceau jazzy ironique et faussement sensuel, est diffusé lors du tournage de l'effeuillage d'Alice Sapritch,. Son travail se poursuit lors de la post-production. Le compositeur axe sa musique sur deux thèmes principaux.

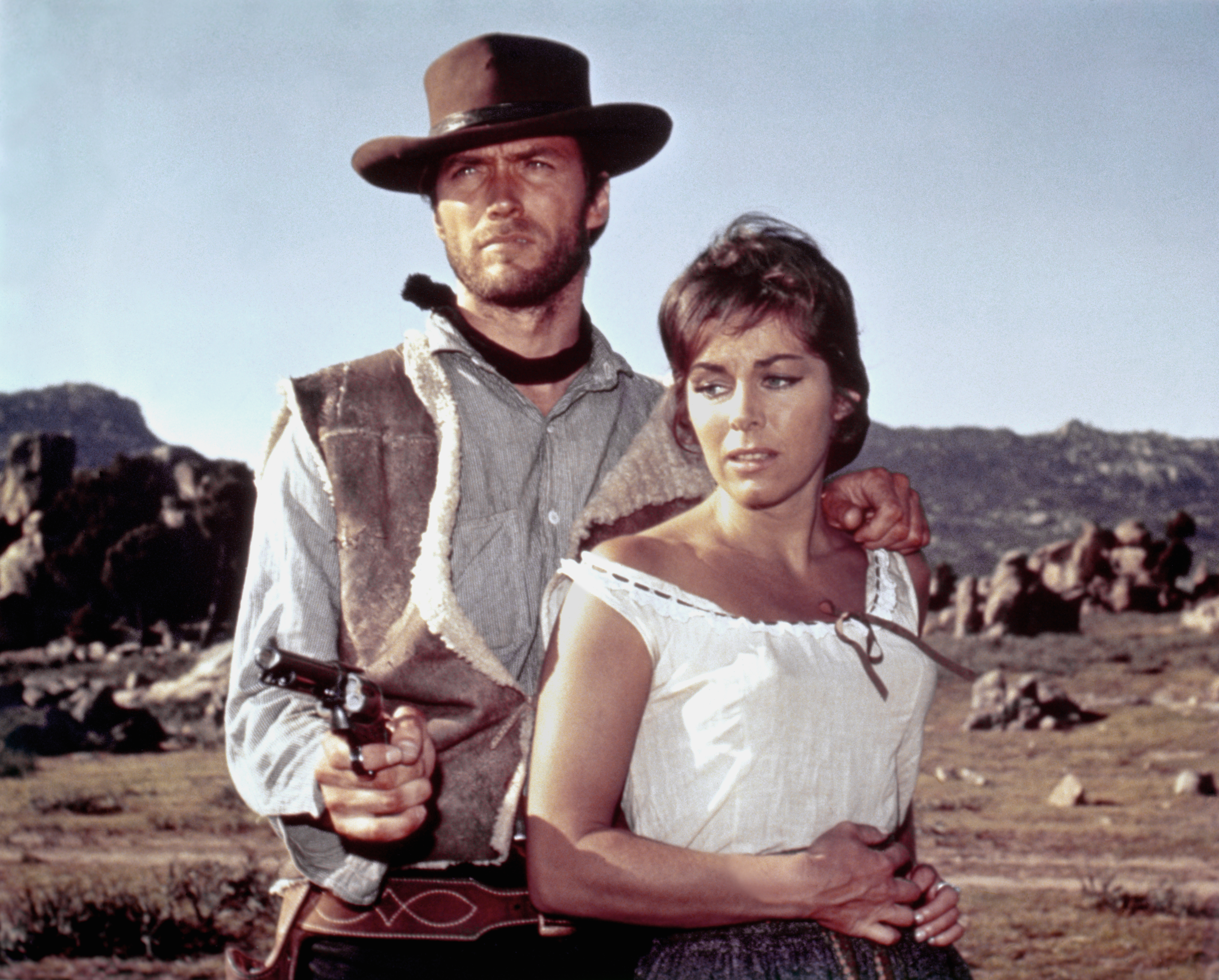
Clint Eastwood dans Pour une poignée de dollars (1964), en plein désert d'Almería, le même décor naturel que La Folie des grandeurs.

Le premier lui vient à la vue des plans du générique d'ouverture tournés dans le désert d'Almería : les images du carrosse de Salluste et son escorte traversant cette contrée aride, décor attitré des « westerns spaghettis », lui donnent envie de plaquer une musique à la manière de ce genre, bien que l'histoire soit censée se dérouler au XVIIe siècle en Espagne,,,. Déconcerté, Oury s'oppose fermement à cette idée. Polnareff raconte : « Nous nous sommes bagarrés pour la musique de l'ouverture du film. J'ai fait une musique à contre-pied de l'époque du film, une musique western dont je trouvais qu'elle élargissait la scène. Oury m'expliquait que Ruy Blas n'était pas John Wayne. Je lui répétais : « Mais Gérard, je suis en train de te faire du super-CinemaScope, je suis en train d'agrandir ton écran ! »,. Il élabore donc un générique de début pastichant le style d'Ennio Morricone sur les films de Sergio Leone, un hommage reconnaissable dans les harmonies et l'instrumentation, les chœurs épiques, les riffs de guitare électrique, les percussions dynamiques et le grandiose des cuivres et des cordes. Ce thème vif et flamboyant revient accompagner les différentes scènes de chevauchées.
Tout en demeurant une orchestration symphonique classique des années 1970, le reste de la bande originale reprend ce principe de décalage anachronique, de télescopages sonores, et ce sens de la dérision,. Le second air principal est le Thème d'amour, illustrant l'idylle entre Blaze et la reine,. L'universitaire Sylvain Ledda parle d'une musique « romantico-langoureuse » empreinte de nostalgie. Apportant une touche d'émotion au film, cette mélodie repose également subtilement sur le mélange des genres : le critique musical Quentin Billard y dénote « un style nostalgique rétro très sixties / seventies (utilisation d'un clavier électrique, sonorités très kitsch proche du style des chansons des années '60) ». Fuite de Blaze est une expérience très moderne aux synthétiseurs. L'héroïque Arrivée du Roi a l'Escurial joue à nouveau du décalage musical en immiscant une batterie pop rock au milieu des instruments classiques. Face à ces anachronismes, l'utilisation du clavecin dans certains morceaux rappelle la véritable époque de l'intrigue. Contrairement à ses autres compositions pour le cinéma, Polnareff ne s'est pas écrit une chanson à interpréter. Dans cette bande originale totalement instrumentale, ce qui se rapproche le plus d'une chanson est le Flamenco Blaze qui n'est qu'un air fredonné sans paroles,.
Les sessions d'enregistrement ont lieu dans un studio de l'avenue Hoche, dans lequel Polnareff s'enferme pendant trois jours selon Gérard Oury. Il profite des techniques les plus modernes, que les précédents compositeurs ayant œuvré sur les films d'Oury n'utilisaient pas. Certains morceaux sont fondés sur le procédé du re-recording, chaque section instrumentale étant enregistrée séparément puis ajoutée couche après couche au mixage. L'extravagant chanteur déborde de créativité, en recherche permanente d'inventions sonores jusqu'à la dernière minute,. Lors des pauses, il achète des instruments dans un magasin proche pour expérimenter davantage. Il crée ces sons nouveaux par des manipulations, par exemple en jouant des notes sur des cordes de piano avec un médiator ou des maillets de timbales, abîmant au passage trois Steinway.
L'artiste étant au sommet de sa gloire, sa participation à la composition de la bande originale est mise en avant lors de la promotion du film,. En sa présence, Louis de Funès révèle son admiration pour cette musique et s'indigne à la télévision que le disque ne soit pas publié en même temps que la sortie en salles,,,. A posteriori, Gérard Oury déclare que « la partition de Michel est l'une des plus belles choses qui soit arrivée à La Folie des grandeurs ». Il lui confie une nouvelle musique de film, des années plus tard : La Vengeance du serpent à plumes, sorti en 1984, la dernière composition de Polnareff pour le cinéma, comportant quelques similitudes avec La Folie des grandeurs.
La bande originale de La Folie des grandeurs parait en 33 tours aux éditions Hortensia Méridian (spécialisées dans la musique de films),,. Cette sortie passe plutôt inaperçue, étant éclipsée par le grand succès d'une autre musique de film composée par Polnareff, celle de Ça n'arrive qu'aux autres. Le disque connaît également une version au Japon, rééditée plusieurs fois. Les thèmes principaux font partie de la compilation Les plus belles musiques des films de Louis de Funès, publiée en 33 tours en 1988 et rééditée en CD en 1994, diffusée également en Allemagne. Ils sont aussi présents dans La filmologie des pop musiques français, compilation de bandes originales pop parue au Japon en 1994.
Un album augmenté de la bande originale du film, avec un ordre des pistes légèrement différent, certaines rebaptisés, et l'ajout de trois pistes inédites, est publié en 2000 dans la collection Écoutez le cinéma ! de Stéphane Lerouge, et réédité en 2020. La même collection réunit plusieurs compositions du chanteur dans l'album Le Cinéma de Polnareff en 2011. En 2014, quelques morceaux sont intégrés à la vaste compilation Louis de Funès, musiques de films, 1963-1982 de la collection Écoutez le cinéma !,. L'album est compris dans l'intégrale Michel Polnareff, pop rock en stock sortie en 2017.

## Accueil

### Sortie et promotion

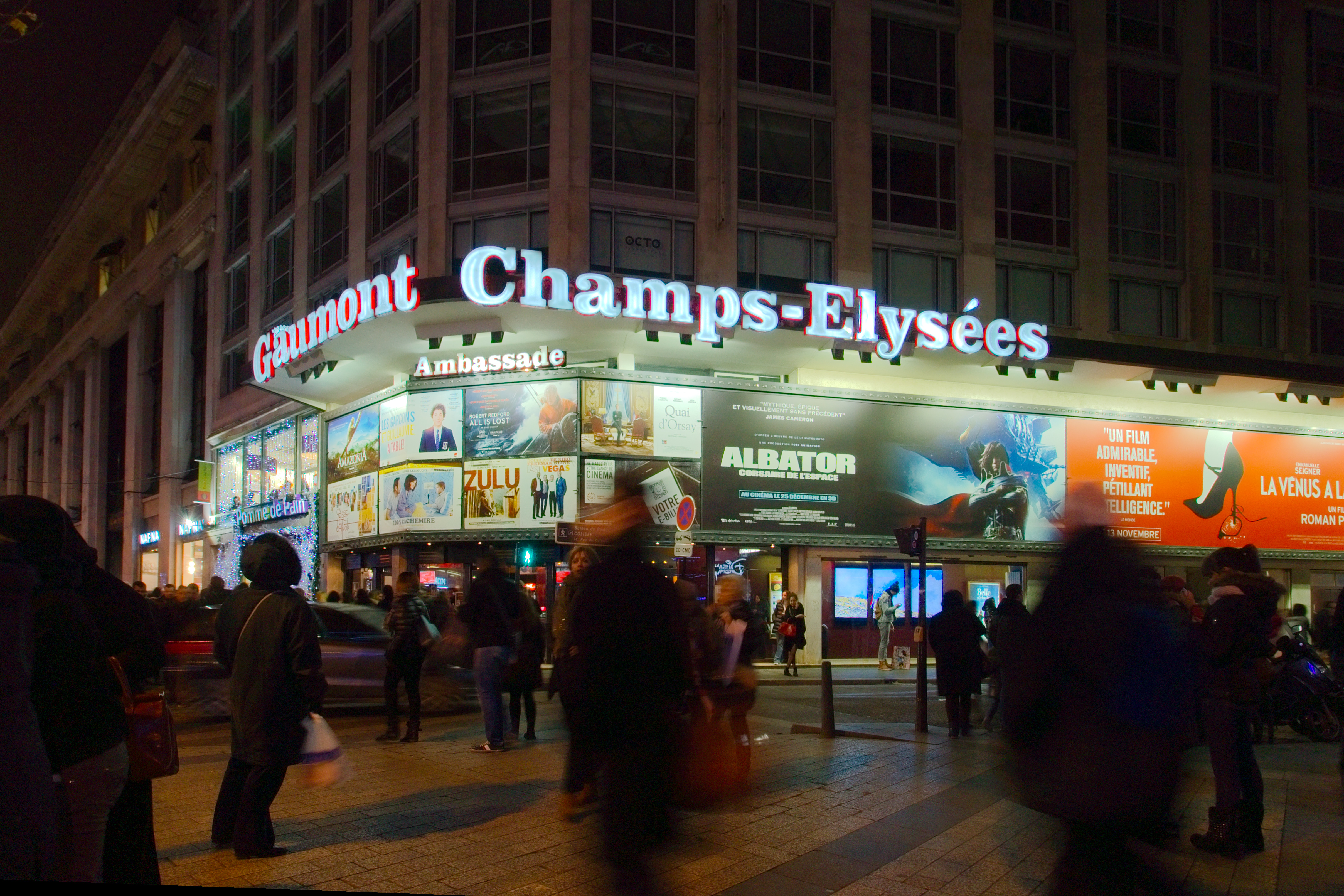
Le cinéma Gaumont Ambassade, où se déroula la première de La Folie des grandeurs en décembre 1971.

La première de La Folie des grandeurs a lieu le 8 décembre 1971 au Gaumont Ambassade, cinq ans jour pour jour après celle de La Grande Vadrouille dans ce même cinéma qu'Oury appelle, dorénavant, son « cinéma fétiche ».

### Accueil critique
Les critiques positives saluent principalement la richesse comique du scénario ainsi que l'aspect esthétique et l'étendue des moyens dont a disposé le film, Robert Chazal, dans France-Soir, résumant La Folie des grandeurs comme du « Feydeau chez Vélasquez ». Pour Claude Garson, dans L'Aurore, « dans le genre farces et attrapes on a fait rarement mieux ». Michel Duran, dans Le Canard enchaîné, qualifie le long-métrage de « cinéma de divertissement, de la bonne grosse blague, avec tous les trucs, les farces et attrapes imaginables et réalisable à coups de millions ». Pour L'Humanité Dimanche, La Folie des grandeurs est un « film riche dans un cinéma pauvre qui doit, coûte que coûte, arracher le spectateur à son fauteuil-télé ». De plus, le journal se réjouit que le film soit distribué dans « 120 salles en même temps (expérience sans précédent), et bénéficie d'une publicité adéquate. C'est une façon comme une autre de « violer » le public en lui redonnant le goût de retourner dans les salles obscures ». En effet, la télévision commence à cette époque à détourner sérieusement les spectateurs potentiels des salles de cinéma.

« Prenez l'Espagne de l'âge d'or : fraises, rapières, nains et chiens, etc. Ajoutez de Funès raflant en ministre l'argent des pauvres (et celui du roi). Donnez-lui un valet pensant (Montand). Prenez l'intrigue à Hugo, faites-la écrire par Feydeau et jetez au milieu de tout ce désopilant ragoût une duègne enflammée : Alice Sapritch. Oury a eu cette fois la main heureuse : l'Espagne est belle, de Funès ressemble à Georges Pompidou, et la duègne endiablée se troussant fait trépigner les salles ! Un beau début au cinéma pour Alice dans le film d'Oury le plus soigné, un peu longuet, mais sauvé chaque fois par des gags qui font mouche. »

— Claude Michel Cluny, Le Nouvel Observateur, 20 décembre 1971.
Dans L'Express, François Nourissier livre une lecture du personnage incarné par Louis de Funès : « À son habitude, il éructe, vibrionne, trépigne, gargouille, couine, raille, grince, rampe, courtise, terrorise et même, et surtout : il rêve… Ministre tout-puissant ou concussionnaire ruiné, Salluste ne fait que rêver. Selon les moments : d'or, de vengeance, de complots ou de nouvelles grandeurs ». Il note, à propos du réalisateur et de son acteur : « Permettre à un monstre bientôt sacré de gravir un nouveau degré dans son escalade de lui-même et de la bouffonnerie, c'est une ambition honorable ».
Mais la plupart des critiques ne s'attardent guère sur Louis de Funès pour plutôt développer sur la finesse et l'efficacité de jeu d'Yves Montand, acteur beaucoup mieux vu par la critique grâce à ses films dits « sérieux ». Ainsi, pour Georges Charensol, dans Les Nouvelles littéraires, Yves Montand « n'est pas du tout écrasé par son partenaire Louis de Funès ; ce qui, vous le devinez, constitue une sorte d'exploit »,. À l'inverse, The New York Times loue le personnage et la richesse comique de Louis de Funès tandis qu'il juge Montand pas à l'aise dans ce rôle et mal mis en valeur.

La prestation comique et insolite d'Alice Sapritch est également remarquée, notamment par son ami Jean-Louis Bory qui écrit, dans Le Nouvel Observateur du 10 janvier 1972 : « Elle se ravage elle-même, offrant de son amour fou une caricature tragiquement désopilante dont Alice Sapritch réussit à donner la double tonalité tragique et bouffonne. Son extravagant strip-tease (…) pousse au premier plan un burlesque dévastateur ». Par ailleurs, La Folie des grandeurs marque le retournement de Bory, jusqu'alors très violent envers les films de de Funès et ceux d'Oury ; il trouve, cette fois-ci, qu'ils ont amélioré leur comique et apprécie les quelques piques politiques du film : 

« L'humour, le comique, le burlesque n'ont pas grand-chose à voir et encore moins à faire avec la bonne humeur, la gentillesse, l'optimisme béat. C'est même le contraire. Voilà le genre de vérités premières qu'il ne faut pas se lasser de répéter. La preuve : il semble que Gérard Oury prête enfin l'oreille. La Folie des grandeurs a un autre ton que La Grande Vadrouille ou Le Corniaud (…) Ce qui sonne neuf, dans cette marchandise de poids offerte à la consommation des foules, c'est son agressivité latente, un irrespect sournois, dont se gardaient bien, comme de la peste, les précédentes productions de Gérard Oury (…) Le numéro de polichinelle fulminant toujours prêt à rosser quelqu'un — à quoi Louis de Funès nous a habitués — cesse d'être boulevardier : il est insensé. La méchanceté de son personnage de politicien ambitieux, ministre prévaricateur et intrigant, buveur de la sueur du peuple, échappe à la monotonie pour imposer une image démesurée de la rapacité féroce, de l'ambition trépignante. »

— Jean-Louis Bory.

Dans Combat, Henry Chapier salue la satire de nombreux aspects de la société contemporaine que l'on retrouve à travers le film : 

« La surprise est de taille. On nous parlait d'une comédie inspirée de Victor Hugo, d'une Espagne sortie des tableaux de Vélasquez, d'un délire à la Cecil B. DeMille. De quoi imaginer à la fois le meilleur et le pire. Ce que l'on découvre dans cette Folie des grandeurs. est beaucoup plus personnel et inattendu : un conte voltairien issu de l'imagination d'un homme bien né, c'est-à-dire d'un être libre, au zénith de son pouvoir d'expression. Pour une fois Gérard Oury, veut bien se raconter lui-même et non seulement faire rire. (…) Le scénario (…) est habité par l'esprit de notre temps. Les contradictions, les injustices, les cocasseries de notre société, on les retrouve illustrées avec espièglerie dans ce film frondeur qui sait pratiquer la satire sans hargne ni méchanceté. (…) Il restait, entre les slogans contestataires ou une amertume à la Jean Anouilh, une voie à trouver : non pas celle du rire farceur, mais celle du sourire malicieux et railleur. »

— Henry Chapier, Combat, 9 décembre 1971.
Pour la plupart des critiques négatives, la richesse scénaristique et esthétique du film, très travaillé en amont, étouffe quelque peu le rire.
Louis Chauvet, dans Le Figaro, trouve la prestation de Louis de Funès décevante, car manquant d'improvisations : « un peu gêné aux entournures, [il] ne présente pas ici des morceaux de bravoure délirants mais (…) fait à point nommé ce qu'on attend de lui » ; « Les inconditionnels de Louis de Funès riront à tout coup, au-delà des inconditionnels, mystère ».
Jean de Baroncelli, dans Le Monde, craint que la richesse esthétique du film ne soit un frein au comique : « Le cadre n'est-il pas trop lourd pour ce qu'il renferme ? (…) Le plus beau feu d'artifice du monde a besoin, pour exploser, d'une petite étincelle. Cette petite étincelle dont la lueur n'est pas toujours perceptible dans cette Folie des grandeurs qui, pour le reste, a tout pour plaire »,.
Dans le Télérama du 15 décembre 1971, la critique négative de La Folie de grandeurs reproche notamment à Gérard Oury de « faire dans le commercial et le populaire ». Dans le même numéro, le réalisateur répond dans une interview qui lui est consacrée : « Commercial ? Cet adjectif stupide me fait bondir ! Il ne signifie rien sinon que le public va voir ces spectacles. Quelle est l'ambition d'un auteur depuis Euripide jusqu'à Anouilh ou Pinter ? Qui rêve de jouer ses œuvres devant des chaises vides ? (…) Faire des films à messages est une mode. Moi, je n'ai qu'un message, celui du rire. Quand les hommes rient, ils ne sont pas méchants »,.

### Box-office
| Pays              | Box-office         | Nbre de semaines | Classement TLT | Source |
| ----------------- | ------------------ | ---------------- | -------------- | ------ |
| Box-office France | 5 563 160 entrées. | -                | -              |        |
| Box-office Paris  | 917 949 entrées    | -                | 16 sem.        |        |

| Semaine | Semaine                            | Rang | Entrées | Cumul           | no 1 du box-office hebdo. |
| ------- | ---------------------------------- | ---- | ------- | --------------- | ------------------------- |
| 1       | 8 décembre au 14 décembre 1971     | 2e   | 117 998 | 117 998 entrées | Les Aristochats           |
| 2       | 15 décembre au 21 décembre 1971    | 4e   | 103 595 | 235 996 entrées | Les Aristochats           |
| 3       | 22 décembre au 28 décembre 1971    | 3e   | 134 254 | 370 250 entrées | Les Aristochats           |
| 4       | 29 décembre 1971 au 4 janvier 1972 | 3e   | 120 945 | 491 195 entrées | Les Aristochats           |
| 5       | 5 janvier au 11 janvier 1972       | 3e   | 73 058  | 564 253 entrées | Les Bidasses en folie     |
| 6       | 12 janvier au 18 janvier 1972      | 3e   | 64 181  | 628 434 entrées | Les Bidasses en folie     |
| 7       | 19 janvier au 25 janvier 1972      | 3e   | 53 164  | 681 598 entrées | Le Viager                 |
| 8       | 26 janvier au 1er février 1972     | 5e   | 41 362  | 722 960 entrées | French Connection         |
| 9       | 2 février au 8 février 1972        | 5e   | 37 354  | 760 314 entrées | French Connection         |
| 10      | 9 février au 15 février 1972       | 7e   | 42 796  | 803 110 entrées | Il était une fois un flic |
| 11      | 16 février au 22 février 1972      | 6e   | 34 701  | 837 811 entrées | Il était une fois un flic |
| 12      | 23 février au 29 février 1972      | 10e  | 24 640  | 862 451 entrées | Il était une fois un flic |

| Semaine | Semaine                         | Rang | Entrées   | Cumul             | no 1 du box-office hebdo.       |
| ------- | ------------------------------- | ---- | --------- | ----------------- | ------------------------------- |
| 1       | 8 décembre au 14 décembre 1971  | 3e   | 120 939   | 120 939 entrées   | Les Aristochats                 |
| 2       | 15 décembre au 21 décembre 1971 | 2e   | 340 564   | 1 207 740 entrées | Les Aristochats                 |
| 3       | 22 décembre au 31 décembre 1971 | 2e   | 1 060 206 | 2 625 122 entrées | Les Aristochats                 |
| 4       | 1er janvier au 4 janvier 1972   | 1er  | 333 714   | 1 855 423 entrées | La Folie des grandeurs          |
| 5       | 5 janvier au 11 janvier 1972    | 1er  | 351 804   | 2 207 227 entrées | La Folie des grandeurs          |
| 6       | 12 janvier au 18 janvier 1972   | 2e   | 280 858   | 2 488 085 entrées | Les Bidasses en folie           |
| 7       | 19 janvier au 25 janvier 1972   | 2e   | 248 972   | 2 737 057 entrées | Les Bidasses en folie           |
| 8       | 26 janvier au 1er février 1972  | 2e   | 188 695   | 2 925 752 entrées | Les Bidasses en folie           |
| 9       | 2 février au 8 février 1972     | 4e   | 158 761   | 3 084 513 entrées | Les Bidasses en folie           |
| 10      | 9 février au 15 février 1972    | 5e   | 160 644   | 3 245 157 entrées | Les Bidasses en folie           |
| 11      | 16 février au 22 février 1972   | 5e   | 144 415   | 3 389 572 entrées | Les Bidasses en folie           |
| 12      | 23 février au 29 février 1972   | 7e   | 97 030    | 3 486 602 entrées | Les Bidasses en folie           |
| 13      | 1er mars au 7 mars 1972         | 6e   | 104 991   | 3 591 593 entrées | Les Bidasses en folie           |
| 14      | 8 mars au 14 mars 1972          | 6e   | 94 532    | 3 686 125 entrées | Les Bidasses en folie           |
| 15      | 15 mars au 21 mars 1972         | 7e   | 68 160    | 3 754 285 entrées | Les Bidasses en folie           |
| 16      | 22 mars au 28 mars 1972         | 6e   | 93 371    | 3 847 656 entrées | Les Bidasses en folie           |
| 17      | 29 mars au 4 avril 1972         | 8e   | 104 698   | 3 952 354 entrées | Il était une fois la révolution |
| 18      | 5 avril au 11 avril 1972        | 13e  | 70 416    | 4 022 770 entrées | Il était une fois la révolution |
| 19      | 12 avril au 18 avril 1972       | 17e  | 42 199    | 4 064 969 entrées | Il était une fois la révolution |
| 20      | 19 avril au 25 avril 1972       | 18e  | 36 198    | 4 101 167 entrées | Il était une fois la révolution |
| 21      | 26 avril au 2 mai 1972          | 23e  | 32 093    | 4 133 260 entrées | Il était une fois la révolution |

### Sorties à l'étranger
La Folie des grandeurs sort aussi en Italie le 2 janvier 1972 sous le titre La mania di grandezza, en Belgique le 18 février 1972 (à Gand) nommé Hoogmoedswaanzin en flamand, en Allemagne de l'Ouest le 1er avril 1972 intitulé Die dummen Streiche der Reichen (et plus tard Don Louis der Größenwahnsinnige, dans la lignée des déroutantes habitudes des distributeurs allemands), en Espagne le 25 avril 1972 (à Madrid) titré Delirios de grandeza, en Argentine le 18 mai 1972 sous le titre Manía de grandeza, au Danemark le 31 juillet 1972 nommé To skøre sjæle, en Suède le 14 août 1972 intitulé Det stora skrattet, en Uruguay le 5 octobre 1972, au Portugal le 7 décembre 1972 titré A Mania das Grandezas, en Finlande le 21 décembre 1973 sous le titre Vietävän veijarit !, en Hongrie le 27 décembre 1973 nommé Felszarvazták Őfelségét, au Japon le 19 janvier 1974 intitulé 大乱戦, en Turquie en février 1974 titré Büyük soytarı, à Hong Kong le 28 mars 1974, en Pologne en juin 1974 nommé Mania wielkości, aux États-Unis le 26 novembre 1975 (à New York) et dans trois cent salles en Chine en septembre 1977.
Le film connaît également des sorties au Brésil (Mania de Grandeza), en Bulgarie (Лудостта на величията), au Canada en français et en anglais, en Grèce (Η τρέλλα του μεγαλείου), en Norvège (Rikfolk og andre kjeltringer), en Roumanie (Mania grandorii), aux Pays-Bas, au Royaume-Uni, en Slovénie Dvorne spletke, en Tchécoslovaquie (nommé Pošetilost mocných en tchèque et Rozmary mocných en slovaque), en Union soviétique (Мания величия), en Ukraine (Манія величі) et en Yougoslavie (Dvorske intrige en serbe). Le titre international anglophone est : Delusions of Grandeur, traduction littérale de l'expression « folie des grandeurs ».
La Folie des grandeurs comptabilise notamment 71 965 entrées en Suède et 1 149 112 entrées en Espagne,. Les recettes s'élèvent à 538 428 000 lires en Italie, soit environ près de 1,4 million d'entrées (100e position du box-office de 1971-72),.

### Exploitations ultérieures

#### Diffusions à la télévision française
Une rediffusion a été programmée pendant la période de confinement dû à la maladie à coronavirus 2019 ; le film attire 5,3 millions de Français en prime le 12 avril 2020, et est de nouveau diffusé l'après-midi du 10 mai, veille du déconfinement. La presse parle d'un « antidépresseur idéal pour supporter le confinement ».

### Postérité
La Folie des grandeurs demeure célèbre et populaire pour ses répliques et certaines scènes,. La scène la plus connue est le réveil de don Salluste par Blaze au son du cliquetis de pièces d'or, sur des phrases rimants en « or ». Le striptease de la duègne incarnée par Alice Sapritch a également marqué les esprits,. Le public se souvient notamment de deux répliques de don Salluste : « Qu'est-ce que je vais devenir ? Je suis ministre, je ne sais rien faire ! » et « Les pauvres, c'est fait pour être très pauvres, et les riches très riches ! ». Le film a acquis le statut de « film culte ».
En 1988, dans L'Étudiante de Claude Pinoteau, coscénarisé par Danièle Thompson, un extrait de La Folie des grandeurs (l'arrivée du carrosse de Salluste dans le village) apparaît. L'extrait est alors en cours de doublage son (l'ambiance sonore du film est restituée avec divers trucages), supervisé par Élie Chouraqui.
Dans la sixième saison de Kaamelott, le personnage de sénateur romain interprété par Patrick Chesnais se nomme Lucius Silius Sallustius en référence à don Salluste, Alexandre Astier étant un grand admirateur de Louis de Funès, auquel il a également dédié sa série,.

## Analyse
La couleur verte domine dans le film, où don Salluste est beaucoup plus « ver » que Blaze, le Ruy Blas de Victor Hugo, « ver » de terre amoureux d'une étoile, la Reine. Blaze est somme toute très digne, alors que don Salluste est très « ver » lorsqu'il laisse tomber son pantalon devant la Reine. Jouant sur l'homonymie « ver / vert », un des conspirateurs dit de don Salluste « vieux scélérat, il est aussi vert (ou ver) que ses gants ». On retient surtout les pompons verts du chapeau de don Salluste et de l'habit de Blaze, la pèlerine verte de don Salluste, ses gants verts et ceux de son bébé, les pénitents verts, son habit vert en chevauchant un mulet. ... Oury avait glissé les notes que lui inspirait le sujet dans un dossier vert qui ne te quitte pas depuis vingt ans et dans lequel il accumule, à la limite de la rupture, des élastiques, des indications de gags.,,

## Autour du film
- Gérard Oury et Danièle Thompson reviennent, dans le film documentaire La Folle Heure des grandis, sur l'inspiration puisée chez Hugo et l'on aperçoit des images tirées du Ruy Blas mis en scène à la Comédie-Française par Raymond Rouleau (de 1960 à 1962), production dans laquelle Gérard Oury, redevenu pensionnaire du Théâtre-Français, incarnait le personnage de Don Salluste[69],[6].
- À l'origine, le film devait s'intituler Les Sombres Héros puis, après l'arrivée d'Yves Montand dans le projet, deux titres étaient envisagés : Les Grands d'Espagne ou La Folie des grandeurs. Ce fut finalement ce dernier qui fut choisi.
- Pour réaliser l'armure d'Yves Montand, le costumier Jacques Fonteray s'est inspiré du portrait équestre de Gaspar de Guzmán peint par Diego Vélasquez, Gaspar de Guzmán, comte-duc d'Olivares, à cheval (1638)[7].